# Erdélyi Fejedelemség (1570–1711)
Az Erdélyi Fejedelemség (latinul: Principatus Transsilvaniae, németül: Fürstentum Siebenbürgen, románul: Principatul Transilvaniei, törökül: Transilvanya Prensliği vagy Erdel Prensliği, ismert korabeli ragadványneve: Tündérkert) egy kora újkori történelmi államalakulat volt, amely a rákosi végzésre hivatkozva, a mohácsi csatavesztést követő kettős királyválasztás következményeként jött létre 1570-ben, a speyeri szerződés által. A fejedelemség az Oszmán Birodalom vazallus állama volt, amely jelentős szerepet töltött be a kora újkori magyar történelem során.
A fejedelemség hivatalosan 1570-től létezett a történelmi Erdély és a Partium területén, és a Magyar Királyság Buda 1541-es elfoglalása után létrejött három részre szakadt területei közül a keleti Magyar Királyság államát hivatott felváltani, az 1570. augusztus 16-án aláírt speyeri szerződés (valamint az 1568-as drinápolyi béke) értelmében. A szerződés szerint az I. Szulejmán szultán által támogatott János Zsigmond (Szapolyai János király fia) lemondott a magyar királyi címről és beleegyezett abba, hogy csak az erdélyi fejedelmi címet használja. Az ő halálát követően előbb a Báthoryak, majd több magyar főnemesi család (mint a Rákócziak, az Apafiak stb.) követte a fejedelmi trónon. A Rákóczi-szabadságharcot követően a Habsburg Birodalom fennhatósága alá került.
Az Erdélyi Fejedelemség területén valósult meg először Európa történelme során a szabad vallásgyakorlás. A Fejedelemség Báthory István személyében egy lengyel királyt is adott a Lengyel–Litván Unió élére. Története során többször is előfordult, hogy női kormányzó állt az állam élén: az 1570-es szerződést megelőzően Jagelló Izabella királyné irányítása alatt, majd ilyen volt Ausztriai Mária Krisztierna, Báthory Zsigmond feleségének, valamint Brandenburgi Katalin, Bethlen Gábor özvegyének idején is.

### A fejedelemség kialakulása

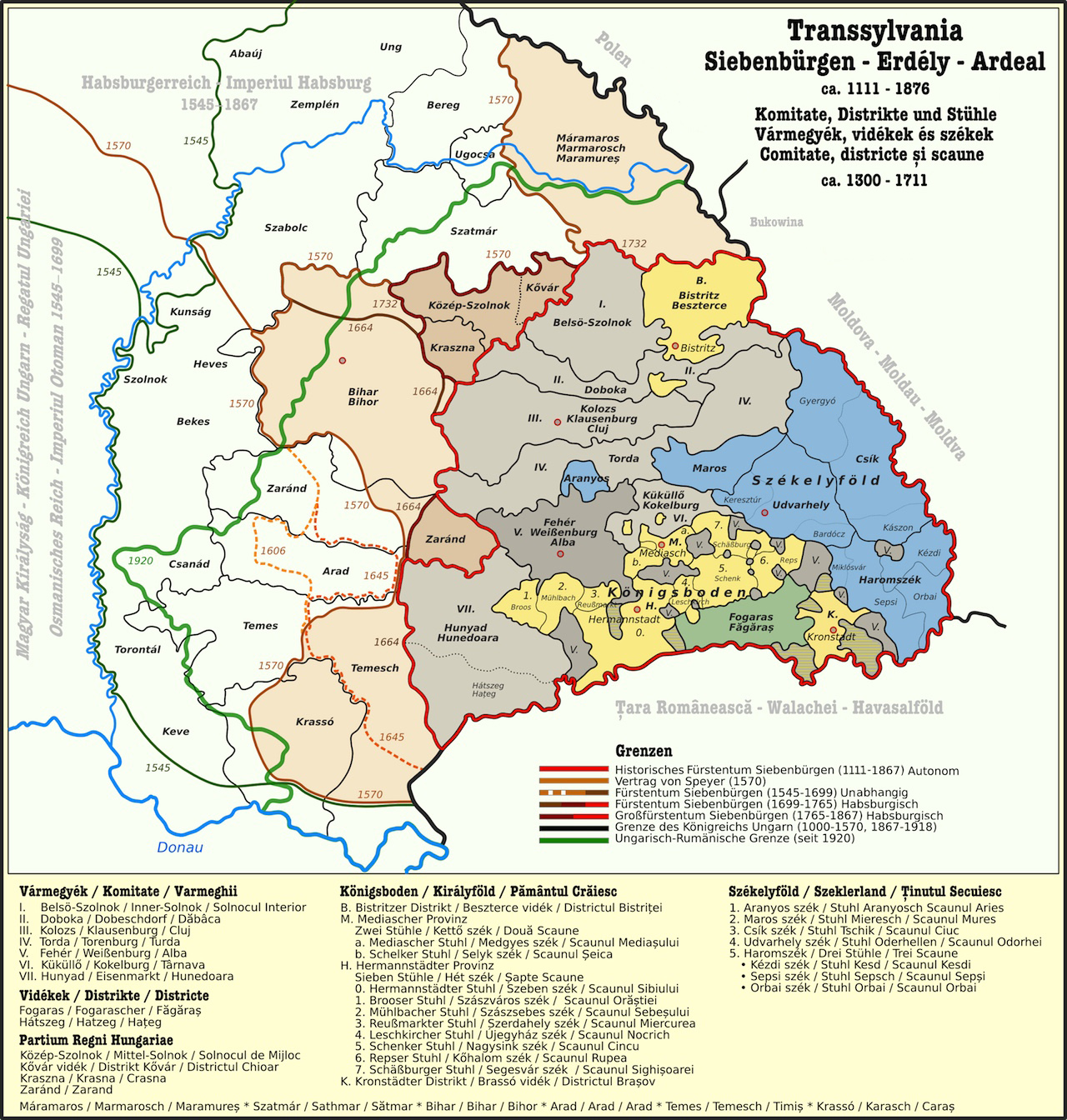
Erdélyi Fejedelemség, 1570–1867

## Történelem

### Mohács előtti nemzetközi és belső helyzet, haderő
Az Erdélyi Fejedelemség egy hosszú folyamat betetőzéseképpen jött létre, amelyhez hozzátartozik az erdélyi vajda címmel járó egyszemélyi hatalom egy nagyobb földrajzi egység felett. Másik jelentős oka a Habsburg- és török veszély, a magyar származású uralkodóház hiánya és a nemesség széthúzása.
1505-ben a rákosi végzés arról szólt, hogy nem választanak idegen házból uralkodót és nem ismerik el a Jagelló leányági örökösödést. Az országgyűlés már itt nyilván Szapolyai Jánosra gondolt. „… a politikai jogaiért küzdő köznemesség benne – az alulról jött család sarjában – találta meg eszményképét. Hívei az 1505. évi rákosi országgyűlésen Szapolyai királysága érdekében fogadták meg, hogy idegen uralkodót nem választanak.” Dobzse Ulászló e végzést nem ratifikálta, ezért nem törvény.
Mégsem 1505-ben, hanem már 1491-ben kezdődött az a politikai helyzet, ami végül a kettős királyválasztáshoz vezetett. Ez évben kötötték a három dinasztikus szerződés elsőjét, amelyet 1506-ban és 1515-ben megújítottak, és amely a Jagellók és a Habsburgok között jött létre. 1491-ben még nem volt gyermeke Ulászlónak, a másodikban a Hunyadi-vagyon akkori birtokosa, Brandenburgi György őrgróf játszotta a főszerepet, valamint Ulászló félelme Szapolyaitól. A rákosi végzés felnyitotta a szemét arra, hogy magyar trónkövetelő is akadhat. A harmadiknak nyilván a Dózsa-féle háború adta az okát, valamint Ulászló és a lengyel Zsigmond király félelme Szapolyaitól. Az 1514-es események megerősítették Szapolyai tekintélyét, hiszen egyfelől eleve ellenezte a Bakócz-féle kereszteshadjáratot, másfelől oroszlánrészt vállalt a mozgalom leverésében és a megtorlásban. Ebben az 1513-ban a délvidéki Szendrő ostrománál kipróbált hadserege volt segítségére. „…Végül csak egyetlen ember tudott tőkét kovácsolni magának abból, ami 1514 nyarán történt: Szapolyai János. […] Az igazi nyereség a hatalom visszaszerzése volt.”

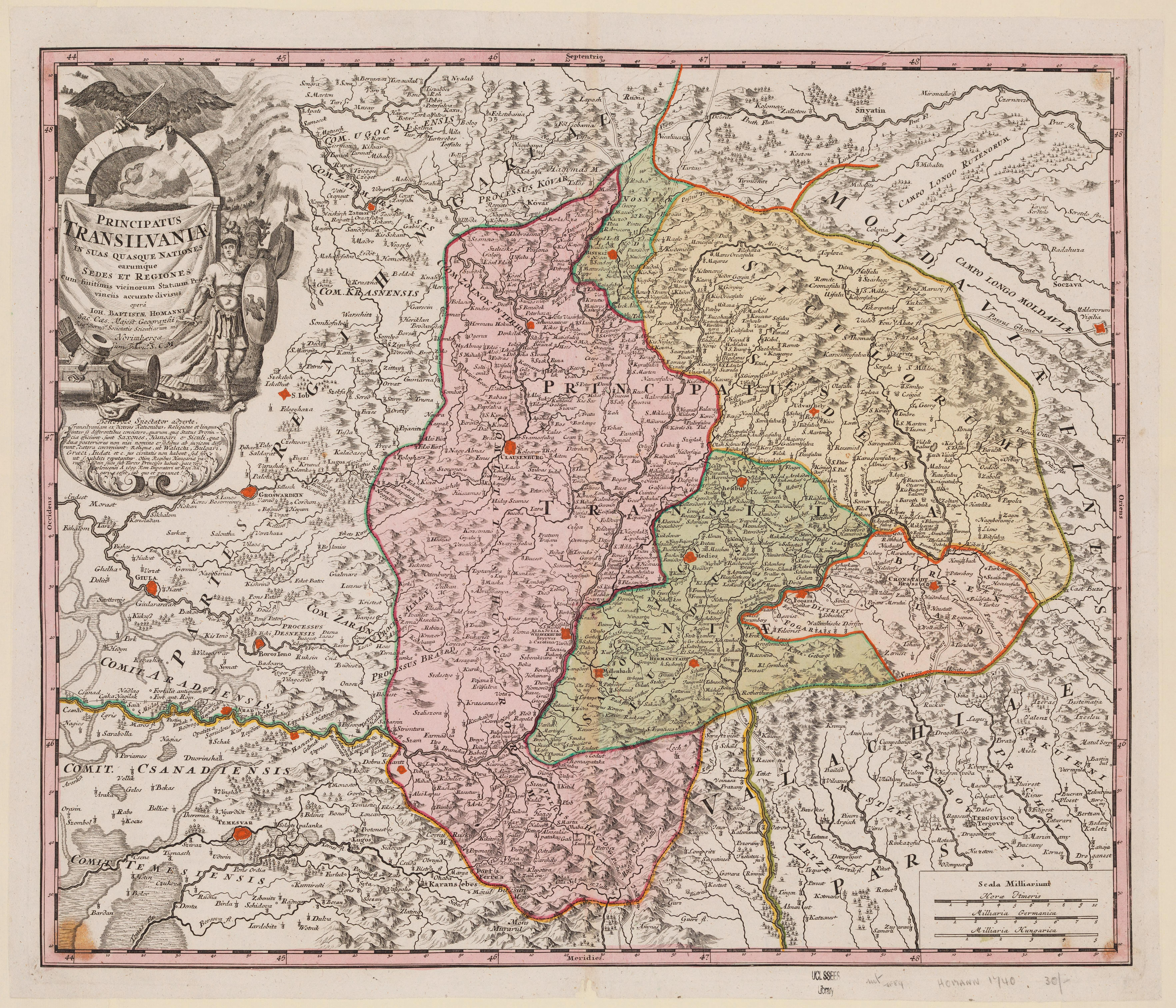
Johann Baptist Homann: Az Erdélyi Fejedelemség nemzetei (1720)

A helyzet „… a közvéleményben azt a meggyőződést keltette, hogy a bajok forrását a Jagellók idegen származásában kell keresni, s hogy csak nemzeti király vethetne véget az anarchiának […] Az ország leggazdagabb arisztokrata-családja, a Mátyás kegyéből alacsonyról felemelkedett Szapolyaiaké, élére állt a köznemesség mozgalmának, abban a reményben, hogy így egyik tagjának, János erdélyi vajdának szerezheti meg a trónt. […] Ferdinándban a magyar köznemesség a németet, a magyarság elpusztítására törő idegent látta.” Ferdinánd azonban eddig semmi jelét nem adta magyarellenességnek, és a későbbiekben sem ilyen célok vezérelték.
Az országban az 1520-as években három önálló hadsereg létezett, amely már önmagában mutatja a feudális széttagoltságot, a belső helyzet ziláltságát és a királyi tekintély igen mély voltát: Báthori István temesi ispán, majd nádor, Frangepán Ferenc horvát bán és Szapolyai János erdélyi vajda is saját haderejével vívta csatáit. A királyi Magyarország a legkedvezőbb körülmények között is legfeljebb 25-30 ezer fős hadsereg kiállítására volt képes, a három főúr magánhadserege nagy mértékben apasztotta a király által elérhető erőforrásokat. E három személy közül Szapolyaié volt a legnagyobb vagyon és haderő, aki már 1505-ben nyilvánvalóan a nemesség alternatív királyjelöltje volt. Ezzel a haderővel már 1515-ben a déli végeken portyázott, ekkor még közösen Báthori ispánnal. Célzata egyértelműen nem török-ellenes hadjárat indítása volt, hanem az 1515-ös Habsburg-Jagelló dinasztikus szerződés aláásása, hiszen sikereik esetén annak végrehajtása nyilván felháborodást vált ki. „A Fugger bankház magyarországi megbízottja […] ezt írta főnökének: ha a vajda győz Zsarnónál, »úgy a magyarok visszakövetelték volna Annát… és a vajdának adták volna, és semmi sem lett volna a szerződésből […] ha sikerült volna neki győzelmet aratnia, ezzel a dicsőséggel eljutott volna az uralkodáshoz is, és megkapta volna a király leányát feleségül«.”
II. Ulászló halála után a gyermek II. Lajos mellé Bornemissza János és Brandenburgi György kerültek gyámnak, így a Habsburg-orientáció nem szenvedett csorbát a kormányban. Ámde az ország vezetésének többi résztvevője inkább Szapolyai híve volt, ezért az 1514–1526 közötti időszak belpolitikailag instabil, a központi hatalom gyenge, az országgyűlés határozataiból és törvényeiből mindenki csak azt tartotta be, amit jónak tartott.
1521-től állandó török haderő állomásozott a Szerémségben. A Zsigmond által létrehozott déli végvárrendszer teljes megsemmisülése zajlott le néhány év alatt; Szabács, Nándorfehérvár és Zimony elvesztése. Az ország területi integritása már 1521-től sérült, a török megyényi területeket birtokolt. Mégsem ez az első törökökkel kapcsolatos hadi esemény Magyarországon: már az 1396-os nikápolyi kudarcot hamarosan követte az ütközőállam, Havasalföld felszámolása, majd a törökpárti vajdák segítségével egyre gyakrabban portyáztak törökök Erdély területén. 1420–21-ben Hunyad megyét és a Barcaságot sarcolták, 1432-ben a szász városokat Brassó és Szeben kivételével. 1434-ben a fogarasi oláhok szövetkeztek a törökkel és 1438-ban a Vaskapunál török–oláh–rác hadsereg nyomult be Magyarországra. A déli határvédelem újjászervezése Ujlaki és Hunyadi – macsói és szörényi – bánok nevéhez fűződik, akik a temesi ispán és erdélyi vajda címekkel kapták ezt feladatul. Mátyás alatt egyetlen próbálkozás történt török részről, amelyet Báthori és Kinizsi a kenyérmezei csatában, 1479-ben hárítottak el.

### Mohács és közvetlen következményei
1526-ban létrejött, és 1529-ig létezett a cognaci liga, amely a Habsburgok ellenségeinek szövetsége, mindenekelőtt a pápai állam, a Francia Királyság és Velence részvételével. A liga a Habsburg-irányítású országok elszigetelését tűzte ki célul maga elé, amely célnak részeként szoros kapcsolatban álltak a török szultánnal is.
1526. augusztus 29-én lezajlott a mohácsi csata, a szerdai ütközet után csütörtökön érkezett a hír Budára. A királyné és kísérete, Burgio pápai követ és a németajkúak azonnal a menekülést választották, míg a magyarok többsége Szapolyaiban bízva helyben maradt. A menekülési hullám annak hírére eszkalálódott, hogy Szapolyai napok múlva még mindig Szegednél vesztegelt. Végül összesen 50 katona maradt Buda védelmére! Szeptember 11-én a törökök birtokba vették Budát, mindenféle harc nélkül. Szeptember 22-ig átkeltek a Dunán Pest városába, így minden török katona elhagyta a budai várat – szintén kardcsapás nélkül, végül október 13-án az országból is eltávoztak.
A mohácsi csata igazi megítéléséhez egyfajta mérleg segít hozzá: elesett a király, 28 báró, 2 főpap (az utóbbi két méltóság alkotja a királyi tanácsot!) és a megyés ispánok nagy része. Ezzel az államvezetés legfelső- és középszintje szinte kihalt. Ez azonnali közigazgatási és államvezetési válságot okozott. Nemcsak a magyarországi Jagelló-ház halt ki, hanem az uralkodóhoz hű felső nemesség is, akik érvényt szerezhettek volna a Habsburg-orientációnak, a dinasztikus szerződések életbe léptetésének. A Ferdinánd-párt kihalásos alapon kisebbségbe került.

### Kettős királyválasztás
Az országnak nyilván új uralkodó kellett a meghalt II. Lajos helyett. Az uralkodói legitimitást három módon lehetett megszerezni, amelyből az első, legfontosabb (successio) nyilván nem teljesülhetett, mivel Lajos gyermektelen volt. A denominatio, azaz kijelölés elve szerint Ferdinánd tarthatott igényt a magyar trónra, mivel a Jagello-Habsburg dinasztikus szerződések őt tették meg Lajos örökösévé. A magyar köznemesség egyáltalán nem támogatta a Habsburg-ház behívását – hivatkozva a törvényerőre nem emelkedő rákosi végzésre –, a főnemesség Habsburg-párti ága pedig gyakorlatilag kihalt. A rendek kihasználva az alkalmat, királyt akartak választani, gyakorolni az Aranybullákban rájuk testált electio jogát. Szapolyai János erdélyi vajda „lemaradt” Mohácsról, így ő rendelkezett az aktuálisan legszámottevőbb haderővel az országban, de egyébként is ő volt a köznemesség egyetlen jelöltje. Már november 1-jén bevonult a törökök által gazdátlanul hagyott budai várba. Eltemettette Lajost – legalábbis akire ráfogták, hogy Lajos, hiszen temetni kellett a koronázáshoz – majd Székesfehérvár felé vette útját.
Nem sokkal a mohácsi csatát követően Tokajban gyűltek össze a magyar rendek, és döntés született az országgyűlés összehívásáról. A gyűlés elnöke Szapolyai volt, Báthori István nádor nem volt jelen. Szapolyai hatáskör nélkül hívott össze országgyűlést Székesfehérvárra, mivel sem király, sem nádor nem volt, „csak” erdélyi vajda. Az országgyűlést viszont ez a két említett méltóság hívhatta volna össze. „… a magyar törvények szerint ugyanis a király halála esetén csak a nádor hívhatott össze királyválasztó országgyűlést.” November 10-én az országgyűlés királlyá választotta Szapolyait, majd 11-én megkoronázták. A koronázást Podmaniczky István nyitrai püspök, mint rangidős főpap végezte. Szapolyai királysága látszólag rendben van: egyetlen súlyos legitimitási problémája, hogy az országgyűlés maga volt törvénytelen, ezért ő – dacára az országgyűlési határozatnak, a Korona birtoklásának és a rangidős pap koronázásának – illegitim uralkodó. Ezt csak egy szabályosan, Báthori István nádor által összehívott országgyűlésen lehetett volna korrigálni.
A Báthori nádor által decemberben összehívott pozsonyi országgyűlésen azonban Szapolyai nem jelent meg, ahogy a rendek – főleg a középnemesség – sem. A városban tartózkodott az özvegy királyné, Habsburg Mária. A kisszámú főnemes Ferdinándot, Mária bátyját választotta magyar királynak. Az országgyűlés új törvényt hozott, melyben a királyválasztás jogát törvényesítették. Ferdinánd királyságának legitimációjához is hiányzott egy momentum – a Korona, amely Szapolyainál volt. Ferdinánd azonban nem egy törvényes uralkodó ellenében lett ellenkirály, mert ilyen nem volt. 1526 decemberétől az országnak két illegitim uralkodója volt!
Szapolyai kormányzása: királyi tanács nádor nélkül. Példátlan, hogy egy magyar királynak ne legyen nádora, talán arra vezethető vissza, hogy új nádor kinevezése nyílt szakítást jelentett volna Báthori nádorral. Uralkodását birtokadományozásokkal kezdte. 1527. évi budai országgyűlés – vagyondézsma, általános adókötelezettség. A terhek kivetése a török fenyegetés miatt történt, de sosem szedték be. 1527 tavaszán Szapolyai és Ferdinánd az olmützi szerződésben kölcsönösen elismerték az egymás uralma alatt álló területeket, de a megállapodás értelmében Szapolyai területei annak halála után Ferdinándra szálltak volna. Szapolyai házasságot tervezett Habsburg Máriával, melynek révén Habsburg rokonságba kerülne, és még közelebb lenne az önálló, igazi királysághoz.

### Keleti Magyar Királyság

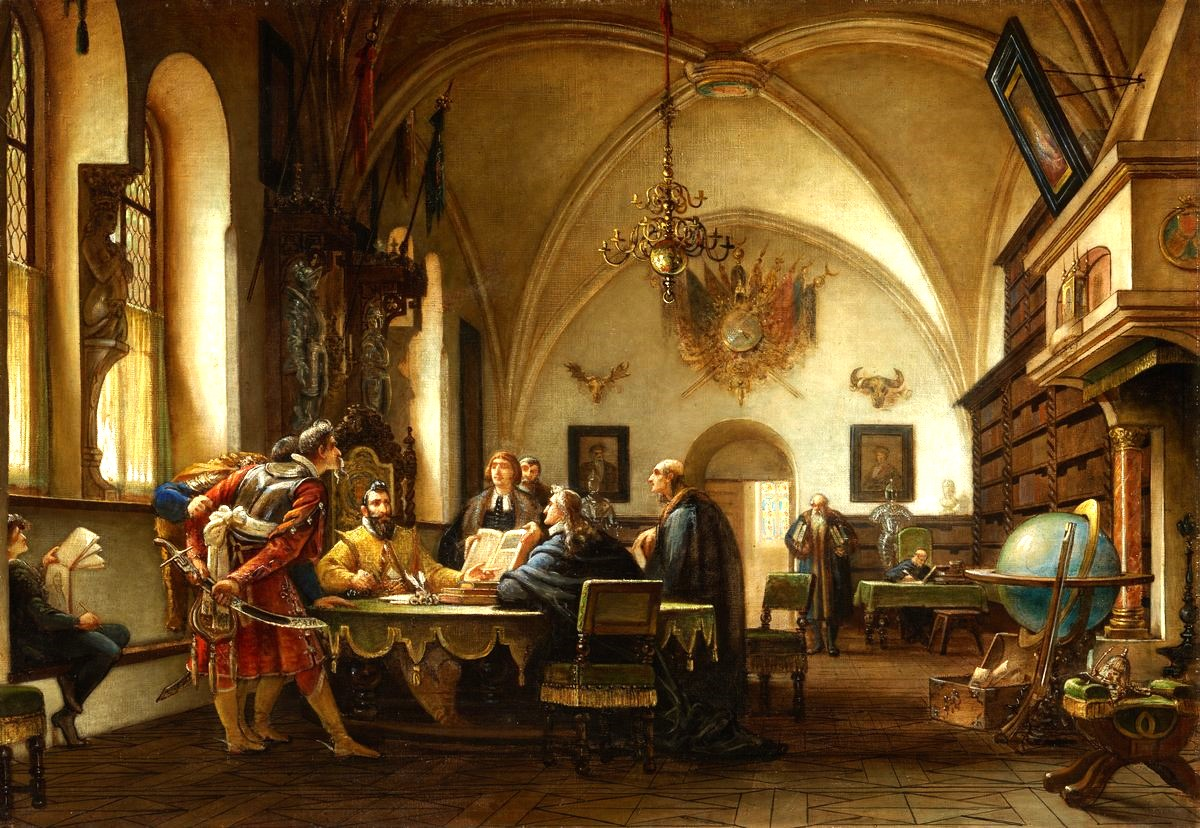
Erdélyi fejedelmi tanács Bethlen Gábor idején

1527. május 6-án V. Károly hadserege elfoglalta és kifosztotta Rómát (Sacco di Roma), ami a VII. Kelemen által létrehozott cognaci liga vereségét és a Habsburgok viszonylagos presztízsnövekedését jelentette. A ligának nem sikerült a Német-Római Birodalmat elszigetelni és többfrontos háborúra késztetni. Még két évig fennállt ugyan a szövetség, de érdemi beavatkozásra többé nem volt képes. Szapolyai 1527. július 2-án csatlakozott a már nyilvánvalóan megvert cognaci ligához, és ezzel természetesen kénytelen egyfajta török orientációt is felvenni, közben letenni Habsburgokkal kapcsolatos bármely tervéről.
1527 júliusában – nyilvánvalóan János király külpolitikai akciója nyomán – német birodalmi sereg hadjárata indult Magyarországon. Budát augusztusban elfoglalta V. Károly. Eközben „Szapolyai János magatehetetlen bénultságában trónolt a budai várban […] Buda várában és városában hallgatag elmével csodálkoztak János királyon, hogy tőle semmi megmozdulást nem lát a néptömeg […] A székvárosát és országát nem védelmező király” augusztus 15-én tényleges ostrom nélkül menekült el Budáról, egészen Tokajig hátrált. Itt vereséget szenvedett 4300 gyalogos (3000 landsknecht és 1300 könnyűgyalogos) és 1000 lovas némettől szeptember 27-én. Debrecenbe, majd Erdélybe menekült, később Lengyelországba, miután a brassói népgyűlés és a marosvásárhelyi gyűlés is Ferdinánd mellett voksolt.

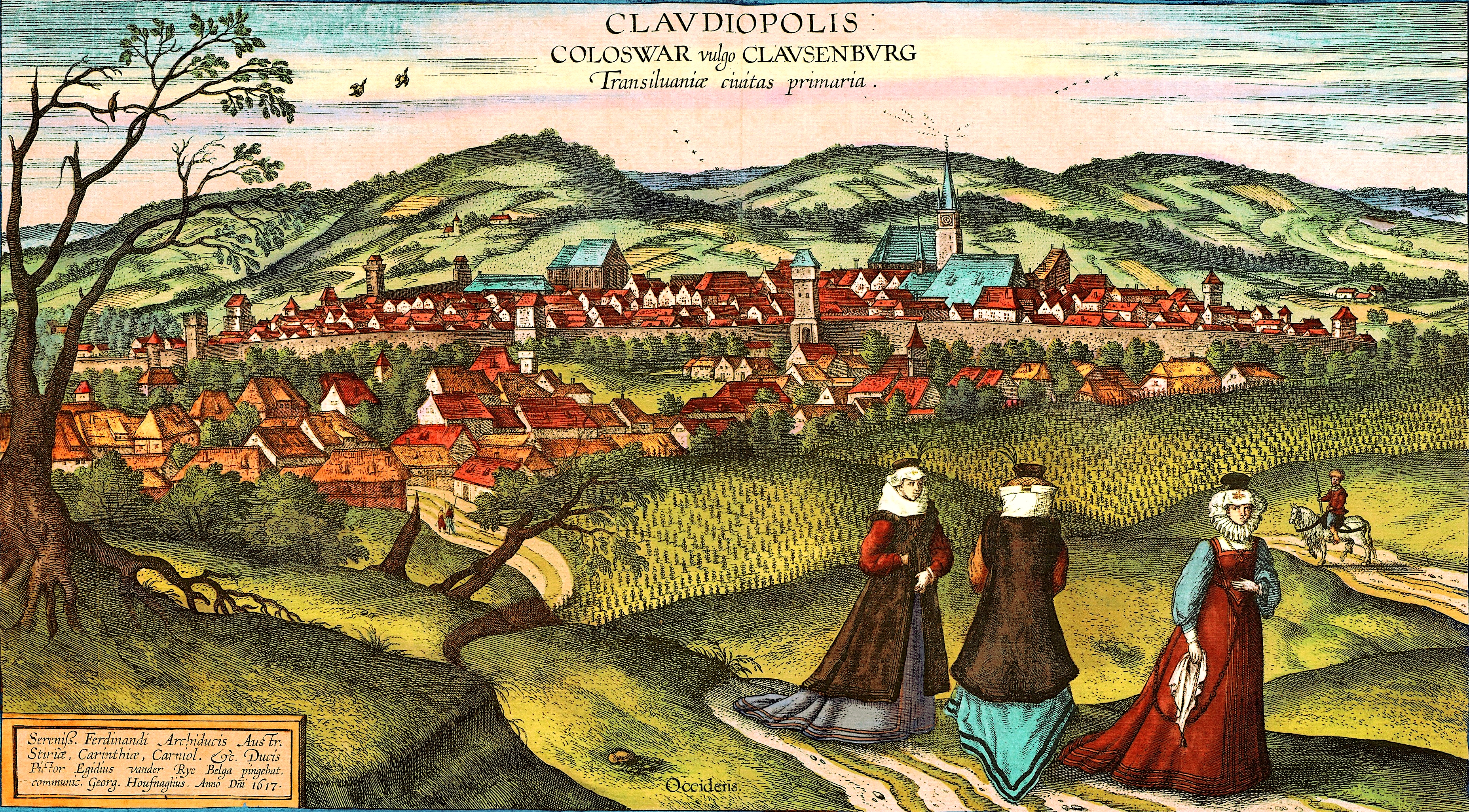
Kolozsvár látképe (1617)

Az olmützi szerződés és a magyarországi német hadjárat alatt tanúsított viselkedése miatt Szapolyai János tekintélye összeomlott, még Perényi Péter koronaőr, a Szapolyai által kinevezett erdélyi vajda (1526–29) is elhagyta, aki magával vitte Ferdinándhoz a Koronát. 1527 októberében már Ferdinánd tartott Budán országgyűlést, ahol kimondták Szapolyai alkalmatlanságát, rendeleteit eltörölték, majd november 3-án, mivel a Habsburg már teljes mértékben eleget tett minden feltételnek, amely számára a királysághoz kellett, megkoronázták. Ettől fogva az országnak egy legitim (Ferdinánd) és egy illegitim (János) királya volt.
Bethlen Elek és Apafi Miklós szintén távoztak Szapolyai táborából. A hívek nem az általában emlegetett ok miatt hagyták el Szapolyait – miszerint Ferdinánd nagyobb lehetőségekkel bírt a törökellenes küzdelmekhez –, hanem azért, mert belátták János király politikusi alkalmatlanságát, illetve elismerték a Habsburgot jogos uralkodónak. Már csak azért is, mert a törökök kivonultak az országból, a Szerémségen kívül más magyar területet nem birtokoltak, és nem is tűntek komoly ellenfélnek. Ez időben nem a török veszedelem volt a főúri pártok legfőbb gondja, hanem a trón körüli viszályok és a polgárháború. Szapolyai kezén gyakorlatilag csak Fogaras vára maradt, melyet a következő tavaszig Tomori Miklós védett.
„Az adott politikai helyzetben, amikor egyik kínálkozó párt sem ígérhetett orvoslást az ország súlyos betegségére, a megbízhatatlanság, a kétkulacsosság aligha mondható meglepőnek. Jól tükrözi a kilátástalanság érzésének általánosulását a két tábor ideológiájának kialakulatlansága…” Az ország legsúlyosabb betegsége azonban ez idő tájt nem a török volt, a gyógyítás módja pedig az lett volna, ha egyetlen legitim uralkodója van az országnak. A két uralkodó és a török veszély nem maga a betegség, hanem annak csak a tünete: a kór a főnemesség és a középnemesség teljes egyet nem értése.
A „kialakulatlanság” magát Szapolyait is jellemzi, aki ekkor, I. Ferenc tanácsára kezdett Szulejmánnal tárgyalni.
A francia uralkodónak nem voltak aggályai e kérdésben, hiszen egyrészt korábban is kvázi-szövetségesi viszonyban volt Szulejmánnal, másrészt pedig Franciaországot Magyarország és a Német-római Birodalom is elválasztotta az Oszmán Birodalomtól. Szulejmán természetesen kapott az alkalmon, hogy saját határvidékén tovább szíthatja a polgárháborús helyzetet és támogathat egy ellenkirályt, ezért 1528. január 27-én nyélbe ütötték az isztambuli szerződést, mely tartalma szerint véd- és dacszövetség. Szapolyai 1528-as hadjáratai a polgárháború eszkalációját jelentik: tavasszal vereség (március 8. Abaújszina), ősszel sárospataki győzelem. A két időpont között Szapolyai támogatottsága alapvetően megváltozott, melyet alkalmasint Katzianer zsoldosvezér csapatainak erdélyi dúlása okozott. Az erdélyi szászok és magyarok külön is egymásnak estek, pártállástól függetlenül, etnikai alapon. „A gyűlölködés kölcsönös volt, a szászok »magyar farkasokat«, a magyarok »germán bestiákat« emlegettek.”
Szapolyai a városi polgárságot, a mezővárosok parasztpolgárait és a jobbágyokat igyekezett megnyerni magának, bár az 1514-ben megszüntetett szabad költözködési jogot csak 1536-ban állította helyre. „A cívisek valóban kivívott rokonszenve s nyilván igénybe vett anyagi támogatása azonban nem helyettesíthette az elveszett hatalmi eszközöket. János király országrészében leplezetlenül visszatért a nagybirtok Mohács előtt már oly sok bajt okozó uralma. Török Bálint Veszprémbenben és Somogyban, Perényi Péter Baranyában és Zemplénben, Czibak Imre míg élt (1534-ig) Biharban, Werbőczy István Tolnában és Nógrádban, Maylád vajda (1534-40) Fogarasban és környékén, Petrovics Péter Temesben, a Kosztkák, Podmaniczkyak, Bebekek, Ráskayak más földeken uralkodtak, a király nevében, de jobbára saját tetszésük szerint.” A jobbágyok és a parasztpolgárok viszont még nem felejtették el Szapolyai 1514-es tevékenységét.
1529. május 10-től török hadjárat indult. E török hadjárat hatására Rares Péter moldvai vajda – aki eddig Ferdinánd híveként dúlta Erdélyt – Szapolyai mellé állt. A Török Bálint temesi ispán vezetésével megérkező német haderőt június 22-én súlyos vereség érte a barcasági Földvárnál, melynek hatására a beérkező Szapolyai-haddal – melyet Báthori István és Kun Kocsárd vezetett – már fel sem vették a harcot, hanem ütközet nélkül feloszlottak. Szapolyai ekkor adományozta Rares Péternek Beszterce vidékét. Rares Beszterce ellen vonult, mert azok vonakodtak neki alávetni magukat, s egészen 1530 júliusáig kitartottak ellene, amikor Rares feladta az ostromot.
1529. augusztus 18-án esett meg a „mohácsi kézcsók”, ettől kezdve Szapolyai törökvazallus-királyságáról lehet beszélni. Ennek előzményeként megemlítendő az augusztus 5-i cambrai-i békeszerződés, amelyet I. Ferenc király és V. Károly császár képviselői kötöttek meg. Ezzel a cognaci liga megszűnt, a Német-római Birodalom déli és nyugati határai biztosítva voltak. Ennek ellenére az 1529–1536 közötti időszakra az jellemző, hogy Ferdinánd az erdélyi híveinek semmilyen formában nem nyújtott segítséget, azok kizárólag saját erejükből álltak ellen Jánosnak. A közvetlen török fenyegetés egyre több főurat késztetett Ferdinánd elhagyására, utolsóként a nagybirtokosok közül Majláth István 1532 elején pártolt át Szapolyaihoz.
1529. szeptember 8-án Szapolyai újra elfoglalta Budát, és a Korona is visszakerült hozzá. Az ostrom gyors befejezéséhez nagy mértékben hozzájárult a zsoldosok pánikja, akik elfogadták a török által hirdetett fegyverletételi ajánlatot. A Nádasdy Tamás által irányított védelem a mindössze 900 főnyi védősereg ellenére – egészen addig – jól működött. Szeptember 22-én a török sereg már Bécset ostromolta, egészen október 15-ig, amikor a hadászati szezon végével a hadjáratnak is véget kellett vetni. Eközben Budán maradt Aloisio (Lodovico) Gritti – Pargali Ibrahim nagyvezír bizalmasa – és 3000 (vagy 8000) janicsár. December 21-én VII. Kelemen kiátkozta Szapolyait török kapcsolatai miatt. Ekkor már nem számított, hogy a cognaci liga háborújában maga a pápa is kvázi-szövetségese volt Szulejmánnak.
1530. május 8-án Báthori István hívására Pozsonyban országgyűlés jött össze, ám a nádor azonban aznap meghalt, új nádort nem nevezett ki senki, az országgyűlés érdemi tevékenység nélkül feloszlott.
1530 őszén német hadjárat indult Szapolyai ellen. Október 31-től december 20-ig Budát ostromolták, eredmény nélkül. 1530 decemberétől Ferdinánd V. Károly társuralkodója lett, vagyis német király. Ennek a lépésnek oka az, hogy megalakult a schmalkaldeni szövetség V. Károly ellen a protestáns fejedelmek között. Erre válaszul karácsonykor Szapolyai Grittit nevezte ki kormányzóvá. 1531. január 21-én Ferdinánd és Szapolyai fegyverszünetet kötött.
Buda ostromának bosszúhadjáratát Szulejmán 1532-ben vezette. Az előrenyomulás Kőszeg alatt megakadt, kérdés azonban, hogy a Jurisics Miklós vezette 800 katona volt-e az oka, vagy a Bécs alatt összegyűlt birodalmi hadsereg, amely számosságát tekintve messze meghaladta a Bécs védelméhez elengedhetetlenül szükséges erőt.
1532. december 30-án Ferdinánd és Szapolyai újra fegyverszünetet kötött. A török-perzsa háborúkkal lefoglalt Szulejmán is békét kötött Ferdinánddal 1533. június 22-én. A béke két fő aktusa: 1. Szulejmán gyermekeivé fogadja Ferdinándot és Máriát, 2. kimondja, hogy Ferdinánd jogosan birtokolja az általa ellenőrzött területeket. Ezeket Grittinek kell kijelölni. Gritti viszont átállt Ferdinándhoz, majd 1534. szeptember 29-én Medgyesen meggyilkolták. Az ellene kitört lázadásnak Czibak Imre váradi püspök meggyilkolása volt a közvetlen indoka, azonban köpönyegforgatása és a sokak által felemlegetett kivagyisága és gőgös pöffeszkedése is nagy szerepet játszott ebben.

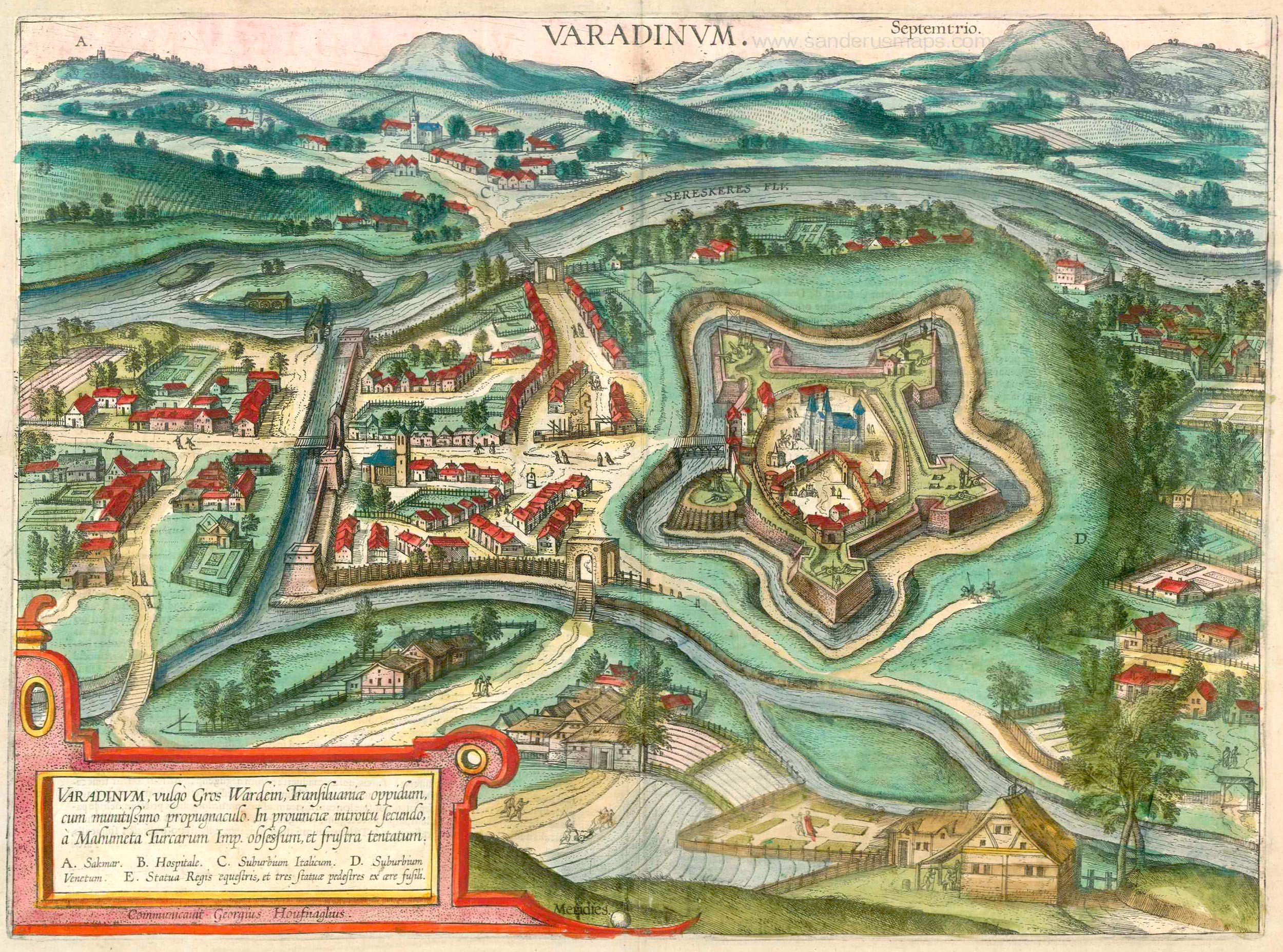
Nagyvárad látképe (1617)

Gritti haddal vonult Erdélybe, ahol Patócsy Ferenc népfelkelést hirdetett ellene. A felkelő sereg élére Kun Kocsárd állt, melyhez csatlakozott a Gritti által segítségül hívott, de átpártoló Rares Péter vajda. Szapolyai a maga állította csapdába beleesett: Gritti a töröknek volt szívügye, országának viszont Czibak. A legegyszerűbb megoldást választotta: egyik oldalon sem avatkozott be, amely viszont mindkét fél elégedetlenségét okozta.
A Porta vizsgálatát Junisz bég vezette, aki Szapolyai bűnösségét állapította meg. János király másfél évig ingó trónon ült, mindenki arra számított, hogy kiesett Szulejmán kegyeiből. Végül 1536. március 15-e – amikor Szulejmán vezírje, és Gritti tulajdonképpeni főnöke Ibráhim kegyvesztett lett – megmentette. Ez idő alatt Szapolyai V. Károlynál már a saját lemondásáról tárgyalt, és a lemondásra már 1536 januárjában került sor. Ez a nápolyi egyezmény, melyben Szapolyai hajlandó lemondani a trónról három feltétellel. 1. A királyi cím megőrzése. 2. Kárpótlás a királyi területeken fekvő családi birtokai után. 3. Habsburg hercegnővel kötendő házassága.
Czibak Imre Gritti általi lemészárlása megnyitotta az utat egy másik kalandor felemelkedése és politikai karrierje előtt. Ez György „barát” volt, aki megörökölte a váradi püspöki széket. Utyeszen(ov)ics György, akit Martinuzzinak is neveznek, de legtöbbször Fráter Györgyként emlegetik, az elkövetkező időszak legfontosabb, legbefolyásosabb politikusává nőtte ki magát, és kifejezetten történelemformáló erő lett.
1534 decemberében III. Pál feloldotta Szapolyai kiátkozását a török elleni nemzetközi összefogás jegyében. Szapolyai ekkor lazítani igyekezett a török függőségen, és egyben a selyemzsinórt is szerette volna elkerülni, ezért hajlandó volt némi törökellenes szervezkedésre. 1535 őszén a régóta ostromolt Szeben is a fennhatósága alá került, így Erdélyben hegemónná vált.
1536-38-ban azonban az újabb francia–német háború megint megváltoztatta a Habsburg-helyzetet. A nápolyi egyezmény emiatt nem válhatott valóra, mivel V. Károly már nem tehette meg, hogy haderőt von el a nyugati hadszíntérről Magyarország megszállása miatt. Szulejmán és Szapolyai kapcsolatai rendeződtek 1536 folyamán Ibráhim márciusi kegyvesztése együtt járt a Gritti-ügy ejtésével.
Szulejmán újabb hadjárata menetrendszerűen érkezett a következő évben. 1537-ben a felvidéki német hadjárat Tokajnál elakadt, majd október 9-én a garai csata török győzelemmel ért véget. Katzianer negyvenezer fős serege alulmaradt a szendrői és boszniai bégek seregével szemben. Jelentős vereség volt, ami egy időre meghatározta Ferdinánd mozgásterét. Mindezek mellett le kell szögezni a tényt: a törökkel lepaktáló János király mellett Ferdinánd volt a török-ellenes háború egyetlen letéteményese, de egyszerre a polgárháborút és a török harcokat nem bírta, nem bírhatta. Azt vetették a szemére, hogy nem harcol a törökkel, miközben minden törökellenes akciójában magyar csapatok akadályozták, osztották meg erőit és gyengítették pozícióit.
1537 végére mindkét fél támogató nélkül maradt. 1538. február 24-én titkos megállapodást kötöttek (váradi egyezmény), amelynek lényege az „egy ország, két király” állapotának mindkét fél általi elismerése. Ezt a megállapodást már Fráter György hozta tető alá. A két fél kölcsönösen elismeri egymást királynak, ám az ország egységét minden körülmények között fenntartják. Az ország jövőbeni sorsára vonatkozóan: 1. a Korona Szapolyai halála után Ferdinándra száll (még akkor is, ha Szapolyainak fiúgyermeke születik), 2. a trón csak V. Károly és Ferdinánd örököseinek gyermektelensége esetén kerülhet vissza Szapolyai utódaihoz. Az egyezményt 1538. november 22-én, Toledóban V. Károly ratifikálta.
„Ebbe a békekötésbe mindkét tábor kizárólag azért egyezett bele, mert az konkrét ígéretet tett az ország egyesítésére. Csak igen kevesen voltak, akik gyanakodni mertek, őszinte volt-e I. János a váradi béke aláírásakor? Van-e értéke egy olyan megállapodásnak, melyben az egyik fél olyan országot kínál fel a másiknak, mellyel nem rendelkezik szabadon: a másik pedig nem létező hercegséget kínál föl érte cserébe?”
Szapolyai Habsburg-házasságának reménye megszűnt a váradi egyezménnyel. Feleségül kérte Öreg Zsigmond lengyel király leányát, a nála 32 évvel fiatalabb, éppen húszéves Izabellát. Az esküvő 1539. március 2-án vagy január 31-én volt. 1540. július 7-én megszületett Szapolyai István. Szapolyai 10 (vagy 14) nap múlva meghalt, a gyerek gyámjai Török Bálint, Petrovics Péter és Fráter György lettek.
Ferdinánd 1540-ben (október 21-től) újra próbálkozott Buda vívásával, de Leonhard Vels serege novemberben dolgavégezetlenül távozott. „Buda védelmét Török Bálint, a csecsemőkirály gyámja s a magyar hadak főparancsnoka szervezi. Jól összeválogatott 4 ezernyi hadinépe van: ezer-ezer magyar és rác lovas, valamint kétezer gyalogos.” A hadjárat eredménye német részről Esztergom, Visegrád, Vác és Pest városok elfoglalása volt.

### János Zsigmond

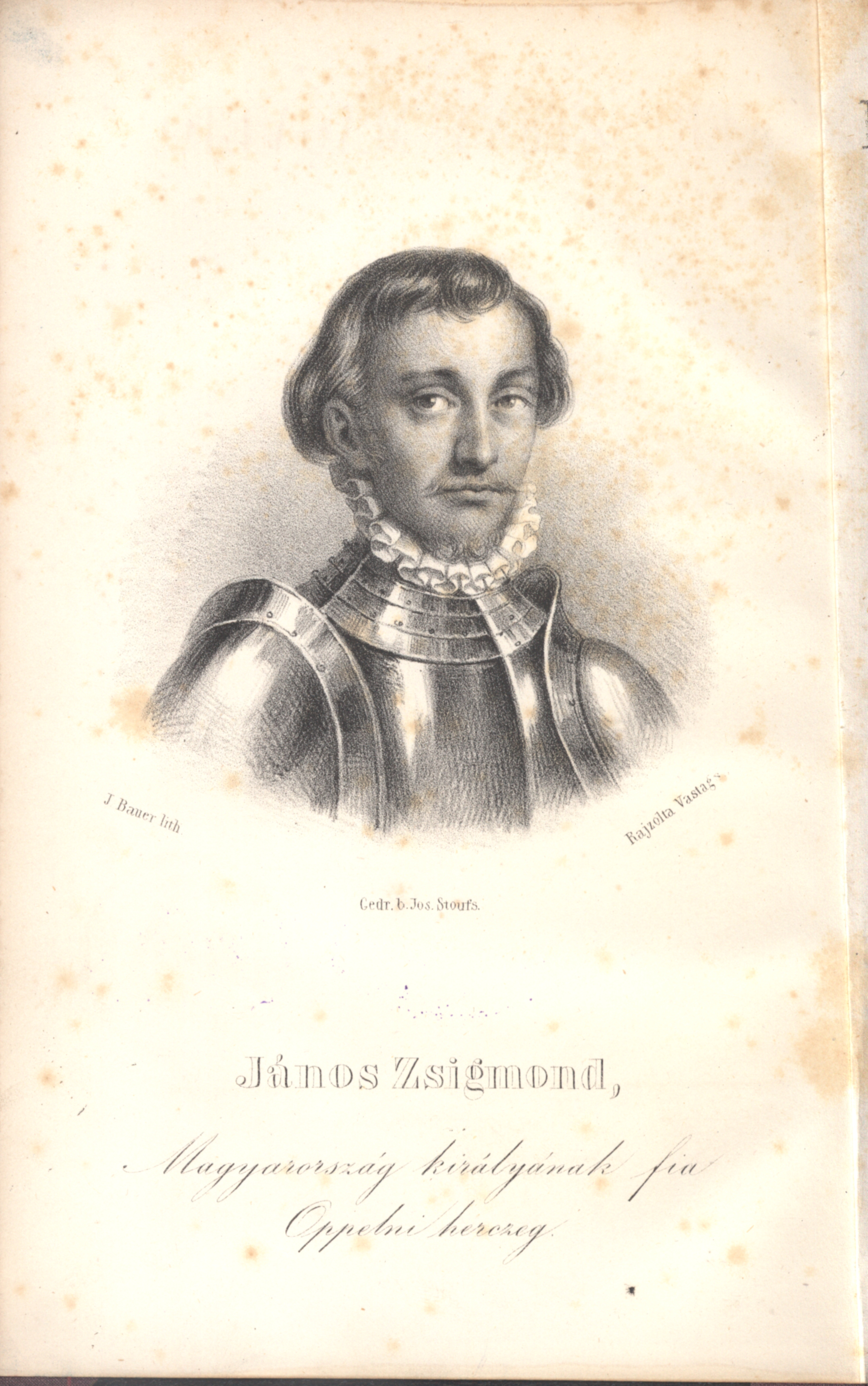
János Zsigmond, II. János néven magyar király arcképe

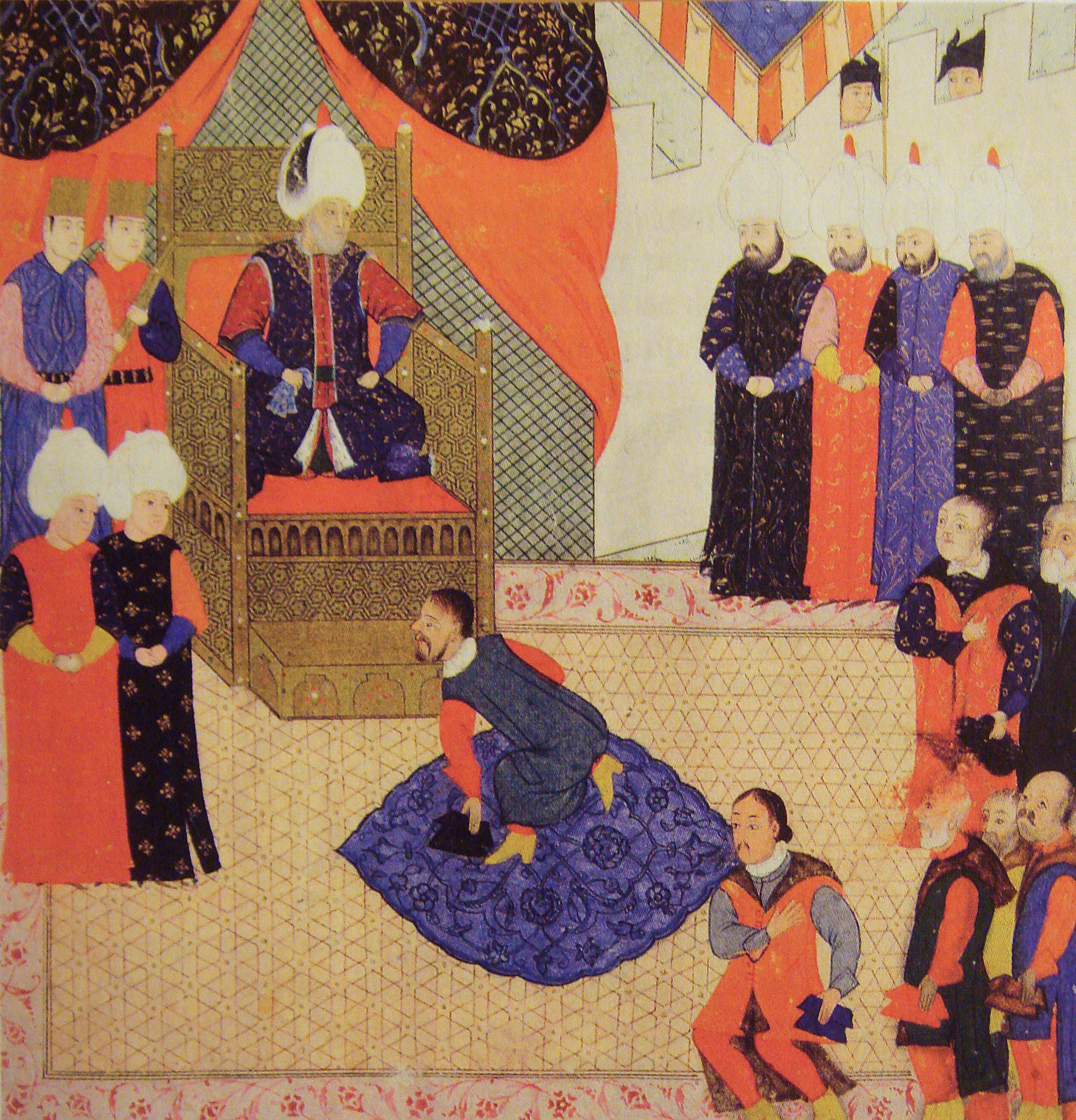
János Zsigmond hódolata Szulejmán előtt 1556-ban, török miniatúra

„A XVI. századi Erdély magyarja, akár a Habsburgok, akár a Szapolyaiak hívének vallotta magát, csak egyetlen magyar államot ismert s annak élén egyetlen koronás királyt; a két legitimitás küzdelmét átmeneti sorscsapásnak tartotta s rendületlenül bízott az állam egységének hamaros helyreállításában. Ezért csak gyakorlatilag beszélhetünk nyugati és keleti magyar királyságról, mint elhatárolt államalakulatról…”

### Lavírozás a török és német közt
Szapolyai hívei János király halála után három álláspontot foglalnak el: 1. a váradi egyezmény végrehajtása, 2. a váradi egyezményt csak akkor kell betartani, ha Ferdinánd erővel jön Magyarországra, 3. Szapolyai végakarata a döntő. Ez utóbbi álláspontot Fráter György képviselte, aki Szulejmántól kérte a gyermek pozíciójának (királyságának) megerősítését. Ugyanakkor – a fejlemények tükrében – könnyen elképzelhető, hogy Szapolyai végakarata nem egészen az volt, mint amit Fráter György állított. 1540. Szeptember 13-án Fráter György nyomására a Szapolyai-párt a rákosmezei országgyűlésen az elhunyt uralkodó csecsemő fiát, János Zsigmondot választotta meg magyar királynak. Ez a döntés állandósította a Magyar Királyság kettéosztottságát.
II. János király uralkodói címe: rex electus, non coronatus, amely az országgyűlés királyválasztó jogából eredő legitimitást hangsúlyozza a Szentkorona-elv ellenében. A rákosi országgyűlés azonban éppoly szabálytalan volt, mint az 1526-os székesfehérvári, ugyanazon okból. Mivel Szapolyai nem volt legitim király, országos hatáskörű nádort sem nevezhetett ki. Werbőczy Istvánnak nem volt joga országgyűlést összehívni. Ezenkívül a váradi egyezmény is világos és egyértelmű, ezért az országgyűlésnek hatásköre sem lett volna új uralkodót kinevezni. A gyermek Istvánt II. János néven kenték királlyá, amellyel nyilvánvalóan Szapolyai uralkodásának folytatólagosságára céloztak.
Ferdinánd a rákosmezei királyválasztás miatt bemutatta Szulejmánnak a titkos váradi egyezményt, amellyel a Szapolyai-hívek megbízhatatlanságát igazolta a Porta felé, majd 1540 késő őszén és telén, valamint 1541 kora tavaszán hadjáratokat vezetett II. János országrésze ellen. A törökök küldötte, Szinán csausz 1540. szeptember végén Majláth Istvánt ismerte el fejedelemnek. Ezt a döntést az erdélyi rendek azért nem fogadták el, mert ez szentesítette volna Magyarország kettészakadását (vagyis a korabeli emberek szemében is még mindig egyben volt!). Majláth emiatt Ferdinánd oldalára állt.
Ferdinánd Majláth megsegítésére Nádasdy Ferencet és Horváth Gáspárt küldte, akik együttesen Dél-Erdélyt János Zsigmond ellen fordították. Északon „Bebek Imre, Izabella kormányának megbízottja sikerrel tartotta össze az ellenpártot”. Ezzel az 1540. év vége a polgárháború újabb kulminálásához vezetett, amikor azonban már nemcsak Ferdinánd és II. János pártjai esetek egymásnak, de sok nagyúr pártállásra tekintet nélkül, sőt a pártok közti állásfoglalás nélkül fosztogatta mások birtokait – így például Balassa Imre erdélyi főkapitány, vagy annak testvére, Balassa Menyhért, honti és barsi főispán. Bornemissza Boldizsár – a ki nem nevezett erdélyi főkapitány – és Majláth István 1541 januárjában kötöttek békét, bár fegyvernyugvás nem volt. Májusban Szulejmán már határozottan utasította az erdélyi vezetést, hogy II. Jánost fogadják el uruknak, ellenkező esetben a török haderő és az oláh vajdák is Erdélyre törnek. Majláth Istvánt végül Rares Péter fogta el, s adta át a Portának, és Majláth élete végéig a Héttoronyban raboskodott eztán.
1541. augusztus 29-én a törökök elfoglalták Budát. Mivel Pest az előző év őszi hadjárat óta Ferdinánd kezén volt, Buda pedig II. Jánosén, érdekes hadi helyzet alakult ki. A törökök Pestet ostromolták márciustól, miközben Budáról tűzfedezetet biztosítottak nekik. Fráter György személyesen vezetett rohamokat vegyes magyar-rác-török kontingenssel április első három napján. Majdnem bejutottak, mikor április 4-én a török hadsereg egyszer csak szedte a sátorfáját és továbbállt.
Május harmadikán megérkezett Wilhelm von Roggendorf Óbudára, és ostrom alá vette a II. János erői által védett Budát – ezúttal Pest támogatásával. Fráter Györgyöt 1541 júniusában nyíltan törökbérencnek nevezték a városi tanácsban. Ekkor érkezett a szultán levele, melyben kitartásra buzdított, mondván, hogy a felmentő sereg úton van már. Roggendorf az ennek hatására kialakult puccs kudarca után gyakorlatilag abbahagyta az ostromot, és a blokádra tért át.
Roggendorf ostromló hada teljesen felmorzsolódott a török „felmentő sereg” megérkezéséig Török Bálint csapatai és a várból kitámadó védők szorításában, dacára annak, hogy erős sáncművekkel védték állásaikat. A törökök elvileg II. János megsegítésére érkeztek, mégis foglalás lett belőle. Itt is megemlíthető, hogy Roggendorf admirális és Perényi Péter Habsburg csapatai egyesülve Török Bálint és Petrovics Péter seregével, akár eredményesen vehette volna fel a harcot a török haderővel. Ehelyett a Szapolyai hívek először legyűrték a magyar–német seregeket (török segítséggel), majd sopánkodtak, hogy nincs elég haderő a török ellen, és a behódolást választották.
„A török hódító szándéka, veszedelmes volta 1541-ben újra bebizonyosodott – de ugyanakkor az is, hogy a Habsburgok ereje csekély, komoly hadműveletekre Magyarországon nem képesek.” A fentiek alapján az is világos, hogy miért. Eltekintve a Német-római Császárság nyugati és déli helyzetétől, itt nemcsak a törökkel, de a magyarokkal is küzdeni kellett ahhoz, hogy a magyar óhajt teljesíthessék.

### Martinuzzi Fráter György korszaka

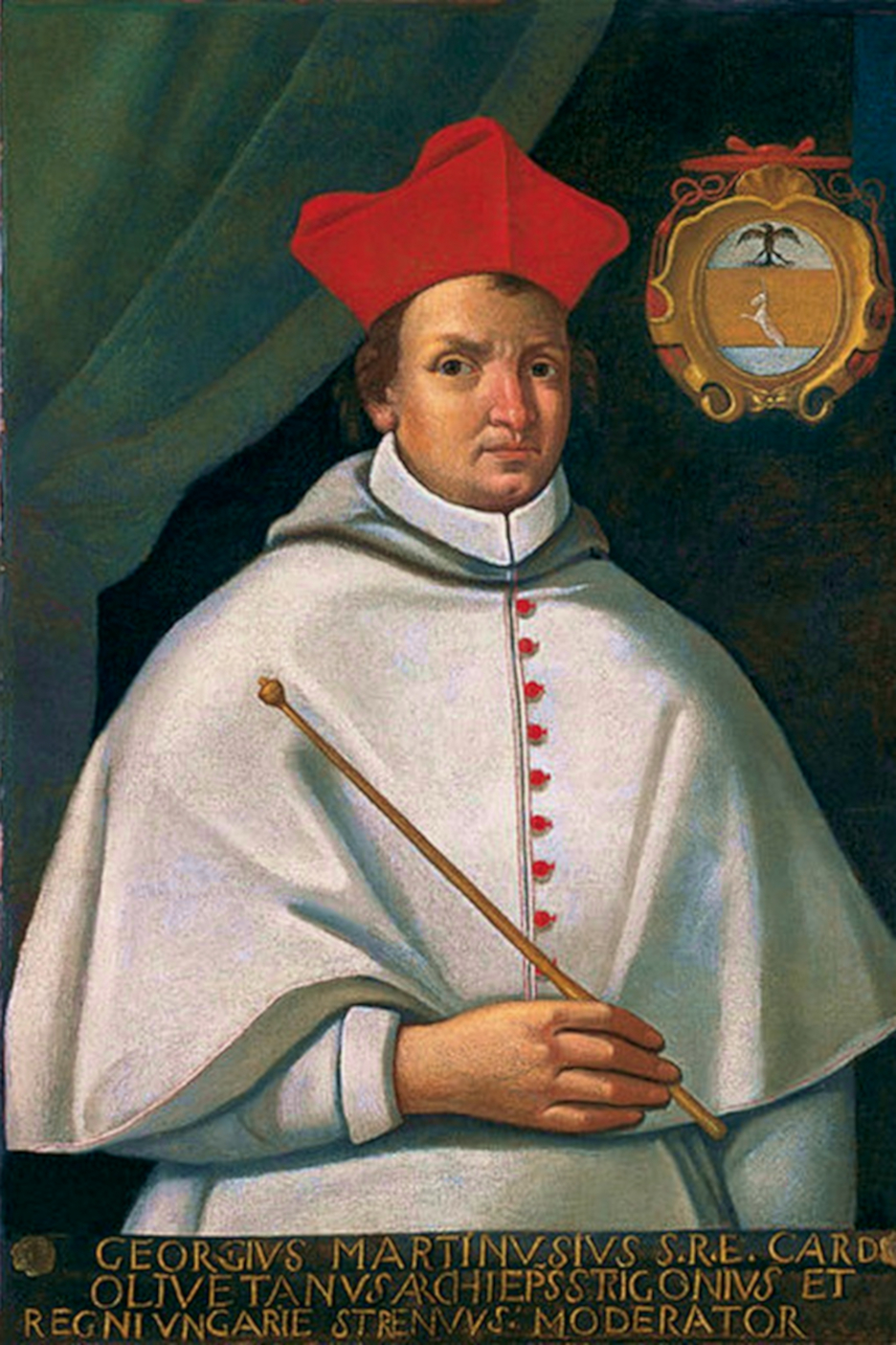
Martinuzzi Fráter György, az Erdélyi Fejedelemség megszervezője

Augusztus 31-én Szulejmán felosztotta a Szapolyai-hívek által uralt magyar területeket – vagyis hegemónként viselkedett, nem szövetségesként: Izabella és II. János az Erdélyi Vajdaságot, Fráter György a Tiszántúlt, Petrovics Péter a Temesvidéket kapta. (Török Bálint már fogságban volt, Werbőczyt Budán megmérgezték). Fráter György ekkor még átadta volna az országot Ferdinándnak, feltéve hogy az megfelelő haderővel megjelenik Magyarországon – ez viszont az augusztusi események után elég valószínűtlen volt. Ez az első jele a majdani „független” Erdélynek: a kiosztott területek gyakorlatilag Erdélyt és a később pontosított Partiumot fogják le, vagyis a későbbi fejedelemséget. Eddig kínosan ügyeltek a felek arra, hogy az ország egységét fenntartsák a polgárháború ellenére, de most a ténylegesen birtokolt területek egy harmadik fél által elismert territóriummá váltak.
1541. október 18-án a debreceni országgyűlést Fráter György hívta össze. Itt a török protekturátus alatt uralkodó II. János királyságát próbálta elfogadtatni, és részére önálló államszervezetet létrehozni. A szuverén keleti Magyarország gondolata ekkor fogalmazódott meg elsőként. Az országgyűlésen csak az erdélyi három nemzet és a tiszántúli nemesség vett részt.
1541. december 29-én aláírták a gyalui egyezményt, melyet újfent Fráter György hozott tető alá. Tartalma szerint az ország egésze Ferdinándot illeti, ha II. János a Ferdinánd-párti országrészben maradó Szapolyai család birtokai után birtok- és vagyonkárpótlást kap (Szepes és tartozékai), valamint Ferdinánd részt vállal a török-ellenes küzdelemből. Ettől függetlenül már három héttel később, 1542. január 20-án a marosvásárhelyi gyűlésen megint azt hirdette, hogy II. János kormányzójaként a szultán akaratát hajtja végre, mire a gyűlés megszavazta a török fennhatóságot és Martinuzzi helytartói kinevezését.
Statileo János erdélyi püspök halála is Fráter útját egyengette, mivel teljesen magától értetődő módon vette kezelésbe a püspöki uradalmakat, és egy ideig új erdélyi püspököt nem is neveztek ki. 1544-ig a birtokgyarapítás elsődleges céljai között szerepel: Nagylak, Csanád, Kisvárda erőszakkal került a birtokába, majd Drágffy Gáspár vagyonára is rátette a kezét, mint kiskorú gyermekének gyámja (Tasnád, Erdőd, Valkó). Fráter nagyon ügyelt arra, hogy mind Ferdinánd, mind Szulejmán a saját emberének tartsa. Rossz nyelvek szerint Török Bálint isztambuli fogsága is az ő műve. Ezt megerősíteni látszik, hogy a törökök Török Bálinton kívül egyetlen másik főurat sem börtönöztek be, elfogásának és fogva tartásának oka tulajdonképpen máig is rejtély.
1542 tavaszán meg is indult az eredetileg Martinuzzi által inspirált birodalmi sereg hadjárata – miközben a tordai gyűlés már az önálló Erdély államhatalmi szerveit és közigazgatását rendezte török függőségben. Ekkor Fráter újra felvette a kapcsolatot Ferdinánddal. Szeptember 28-tól október 8-ig Ferdinánd ismét Budát ostromolta, ezúttal is sikertelenül. Fráter György csak a besztercebányai országgyűlésen jelentette be a gyalui egyezményt. Ennek hatására az országgyűlés most Ferdinánd mellett voksolt. Az „ördöngös barát” politikai hátterét, és addigi hintapolitikájának eredményességét jól mutatja, hogy Ferdinánd is őt bízta meg Erdély kormányzásával.
A törökök az 1542. évi német hadjárat megtorlásául 1543-ban, Szulejmán személyes vezetésével indítanak hadjáratot. Ennek esett áldozatul Pécs, Siklós, Valkó, Székesfehérvár, Tata, Esztergom. A török hadjárat hírére (vagy a Porta utasítására) Rares Péter vajda is betört Erdélybe, ahonnan Fráter György hadereje kiszorította. Besztercei győzelme után megújították a kápolnai uniót. A törökök Esztergom és Visegrád elfoglalásával már fizikailag is éket vertek a két országrész közé, szinte lehetetlenné téve a közlekedést – főleg a hadsereg kelet-nyugati irányú mozgását. Az egyetlen hadiút a két országrész között a Vág völgye maradt. Vélhetően ezért – és stabilizálódó erdélyi helyzete okán – az 1542. december 20-i tordai országgyűlésen Fráter György hivatalosan is szakított Ferdinánddal. A gyalui egyezményt felmondták és megszavazták a török adót. Közvetlen okként azt jelölte meg, hogy így kerüli el a török bosszúhadjáratot. Az 1544-es országgyűlés Martinuzzit Izabella királynő akarata ellenére főbírói címmel és kormányzói jogkörökkel ruházta fel. Fráter György ebben az időben már teljesen kiszorította a politikából az özvegy anyakirálynét.
1544-ben már nem a török főerő, hanem az itt állomásozó megszálló katonaság folytatta a hódítást: Ozora, Simontornya, Visegrád, Nógrád, Hatvan estek el. Ennek elsődleges oka a török–perzsa háború, Szulejmán a főerőket máshol foglalkoztatta. Hogy Ferdinánd sem tudott hathatósan védekezni a csekély erejű török dúlás ellen, annak pedig a schmalkaldeni háború volt az oka, és a magyar polgárháborús helyzet – 1545. november 10-én 15 éves fegyverszüneti egyezményt kötöttek a Habsburgok és a szultán Drinápolyban.
Az 1545. esztendő Martinuzzi hatalma és tekintélye csorbulásának éve. Az 1545. április 24-i tordai országgyűlés már Izabella és Fráter György vetélkedésének jegyében zajlott, minek hatására az országgyűlés nem választotta újra kormányzónak az utóbbit. Véglegesítették a nyugati országrésszel és Ferdinánddal történő szakításukat, miszerint „megvonták I. Ferdinánd királytól azokat a jogokat, melyeket eddig legalább elvben meghagytak neki: a birtokadományozás és a legfelsőbb igazságszolgáltatás jogát. János Zsigmondot mint II. János magyar királyt ismerték el uruknak, s megtiltották, hogy alattvalói közül bárki is kapcsolatot tartson fönn külső hatalmakkal, beleértve Pozsonyt és Bécset.” Az 1546-os kolozsvári országgyűlés már Fráter teljeskörű elszámoltatását követelte.
Erre már csak azért is sor került, mert a Porta újabb területeket (Becse, Becskerek) követelt, és ezt Fráter törökbarát politikájának tudták be. A barátot csak az mentette meg a bukástól, hogy Izabella ígéretet kapott tőle a politikai életbe bevonásra.

### Drinápolyi béke és Fráter bukása
1547. június 19-én megkötötték az első drinápolyi (vagy sztambuli) békét ötéves hatállyal. Ebben
mindkét fél elismeri a másik jogát az általa birtokolt országrészre (az Erdélyi Fejedelemség nem kerül szóba, sőt a Porta kifejezetten nem vonatkoztatja azt a keleti országrészre), Ferdinánd 30 000 arany éves adót vállal országrészéért (honorarium munus).
1547. március 31-én meghalt I. Ferenc francia király, amivel véget ért a francia-német háború. Április 24-én V. Károly Mühlbergnél legyőzte a protestáns fejedelmeket. A schmalkaldeni háború befejeződött. A Német-római Birodalom mentesült a fenyegetésektől, ezért a drinápolyi béke óriási felháborodást váltott ki a magyar társadalomban.
Fráter György a kialakuló hatalmi vákuumot arra igyekezett kihasználni, hogy az országot ismét Ferdinánd jogara alatt egyesítse. Izabella is valami hasonlót tervezett, de Fráter mellőzésével vette fel a kapcsolatot Béccsel. Évek teltek el már a Martinuzzi–Izabella párharccal, miközben egyre világosabb lett az előbbinek célja: II. János anyagi kárpótlásával Izabella eltűnne a színről, Ferdinánd pedig úgy lenne az egyesített Magyarország királya, hogy közben ő maradjon Erdély élén. Az 1549-es nyírbátori egyezmény pontosan ezt a célt szolgálta. Tulajdonképpen nem más, mint a gyalui egyezmény megismétlése (a keleti országrészt megkapja Ferdinánd, feltétel az elégséges török-ellenes haderő és II. János anyagi kárpótlása). Ezt kiegészíti az, hogy immár Izabella kárpótlásáról is rendelkezni kellett, valamint Fráter most már az esztergomi érseki címre és bíborosi kalapra is pályázott.
Izabella pártja erre a törökökhöz fordult. Kiszolgáltatták Szulejmánnak az egyezmény szövegét, és engedélyt kértek II. János koronázására. 1550-ben már Fráter György fejét követelte a Porta, miközben Erdély irányítását Izabellára és Petrovicsra bízta. Az oláh vajdák és Kászim budai pasa együttes erővel vonultak fel az ítéletet végrehajtani. Martinuzzi felkelést hirdetett a török ellen: „a székelyek kiverték a moldvai vajdát, Kendi János pedig a vöröstornyi szoroson benyomuló havaselveieket. Török Bálint fia, az apja sorsáért bosszút lihegő János Khászim előhadát szórta szét, míg Várad vitéz kapitánya, Varkocs Tamás Petrovicsot otthonában támadta meg.”

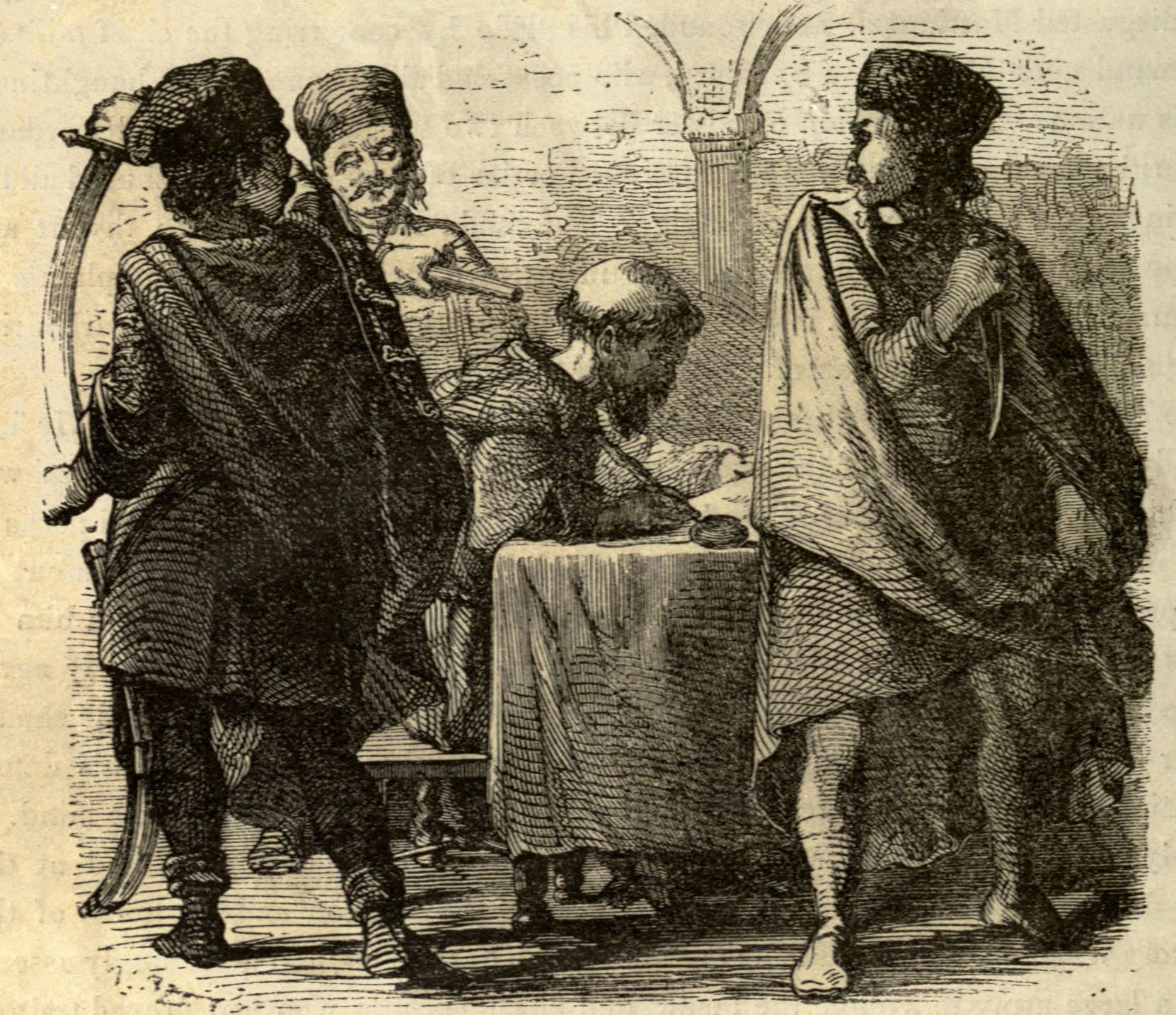
Martinuzzi Fráter György meggyilkolása

1551 januárjában megérkezett a török engedély (athname vagy ahdnáme), de némiképp elkésett, mert a török-oláh támadás elhárítása után 1551 tavaszán Ferdinánd hadserege, Giambattista Castaldo vezetésével jelent meg Erdélyben, nyilvánvalóan a Fráter Györggyel kötött egyezség realizálására.
Izabella ezúttal hiába kért török támogatást. Meg kellett elégednie azzal, hogy életbe lépett Fráter György és Ferdinánd nyírbátori egyezménye: II. János a sziléziai Oppeln és Ratibor hercegségét kapta a címmel együtt, ezenkívül 100 000 forintot és éves apanázst 15 000 aranyforint értékben. 1551. július 19-én aláírták a gyulafehérvári egyezményt, melynek alapján 21-én Izabella átadta Ferdinándnak a Koronát. 26-án, a kolozsvári országgyűlésen lemondott és Lengyelországba távozott, sőt az erdélyi rendekkel együtt felesküdött Ferdinánd hűségére. Martinuzzi Báthori Andrással együtt erdélyi vajda lett. Ezzel az országnak 1526 óta először 1551-ben egy királya volt, még ha területileg csonka is – vagyis Fráter György célkitűzése megvalósult.
A török válasz nem késett, és ha nem is a főerők, de Szokoli Mehmed beglerbég vezetésével erős hadsereg indult Erdély felé. Castaldo 7000 főnyi zsoldosa korántsem volt elegendő ellenerő. Martinuzzi ezúttal is tanúbizonyságát tette kivételes politikusi képességeinek: a beglerbéggel elhitette, hogy ő Ferdinánd ellenében maradt Erdély ura, ezenkívül hajlandó volt II. János esedékes adóit megfizetni. A Portának ez elegendő volt. A beglerbég viszont Csanád és Lippa elfoglalása után Temesvárt kezdte ostromolni, mire Fráter Györgynek színt kellett vallania.
A Lippánál összegyűlt magyar–német hadak hadtápját akadályozta, miközben a várost védő pasát kitartásra biztatta. „Castaldo még a lippai hadjárat előtt felhatalmazást kért Ferdinándtól, hogy a barát esetleges árulását a legmesszebbmenő ellenintézkedésekkel megakadályozhassa, s miután ehhez Ferdinánd hozzájárult, Csanád feladása, Pallavicini Erdélybe vonulásának halasztása s főleg a lippai események elég okot látszottak szolgáltatni arra, hogy […] rászánhassa magát a legvégsőkre: a barát meggyilkolására.” Fráter Györgyöt 1551. december 17-én gyilkolta meg Pallavicini, Ferdinánd hallgatólagos jóváhagyásával, holott alig néhány hónappal azelőtt még a bíborosi kinevezés és az esztergomi érseki cím várományosa volt.

### Várháborúk kora
Beköszöntött a „várháborúk kora” (1552–1568). 1552-ben háromirányú török hadjárat indult Magyarország ellen. A hadműveleteket Ali budai pasa indította Szeged elfoglalásával, majd júniustól augusztusig Veszprém, Drégely és a Nógrád megyei várak voltak soron. A másik török hadtest Szokollu Mehmed vezetésével Castaldo erőit tartotta sakkban. E két hadmozdulat a Kara Ahmed szerdár által vezetett főerők támadását volt hivatva előkészíteni és segíteni: Temesvár, Lippa, Solymos, Lugos és Karánsebes váltak áldozataivá a jól átgondolt és kivitelezett hadjáratnak. Eztán Ahmed és Mehmed együtt Szolnokot ostromolták, majd ennek bevétele után Ali seregei is csatlakoztak, s ostromolták meg Egert. Eger kétségkívül hősies ellenállása a tél közeledte miatt bizonyult eredményesnek: október 18-án a törökök úgy döntöttek, az az évi hadviselést befejezik.

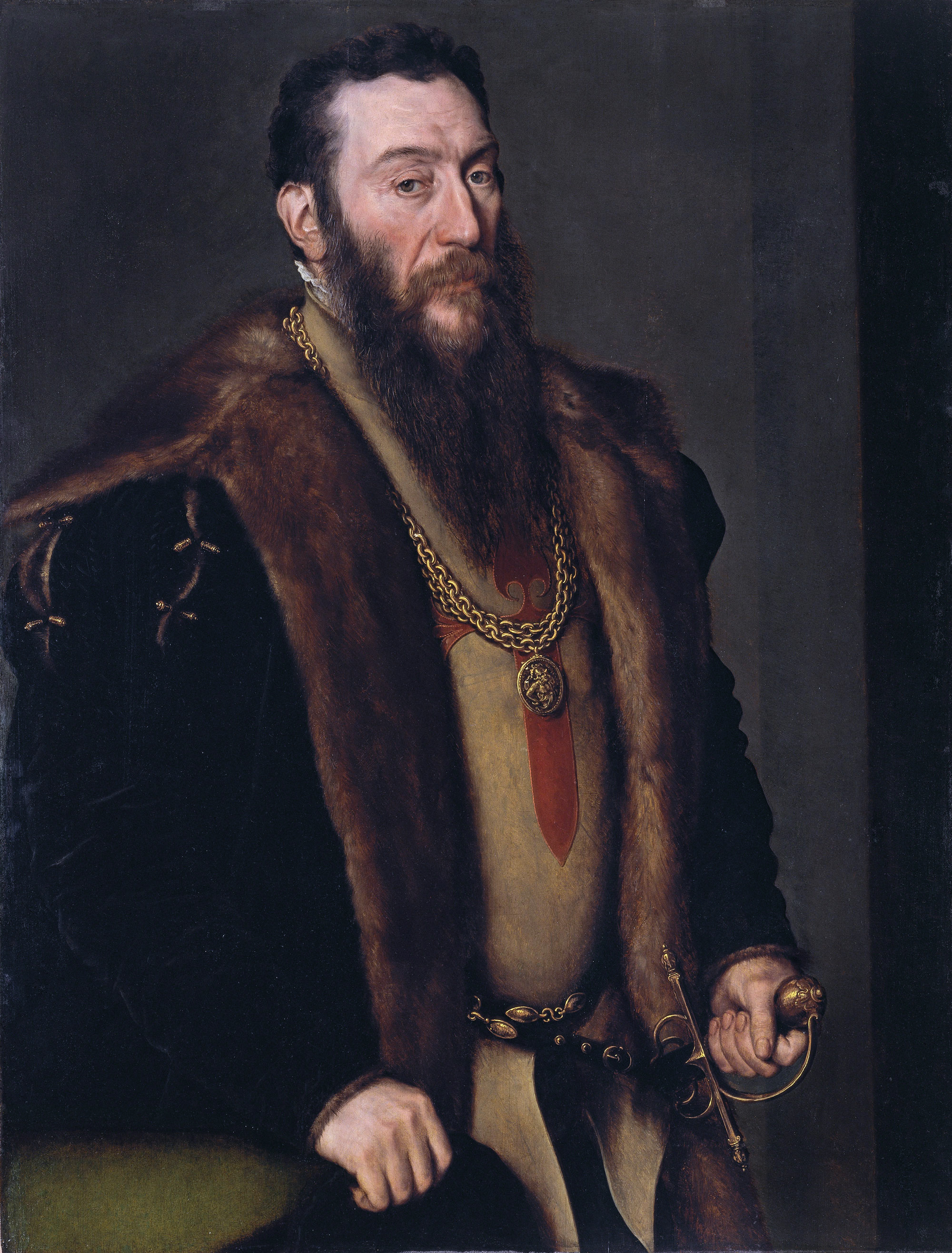
Giovanni Battista Castaldo Antonis Mor festményén, amely a madridi Thyssen-Bornemisza Múzeumban található

1553-ban Castaldo kivonult Erdélyből, helyére az egri hős, Dobó István érkezett vajdaként, mellette Kendi Ferenc lett az alvajda. Ferdinánd tárgyalásokat kezdeményezett a Portával. Erdélyben Dobó alatt nyilván nem a török-orientáció vált elsődlegessé, aminek folytonos török fenyegetés lett a vége. 1555 decemberében végül az országgyűlés újra Ferdinándhoz fordult segítségért. Ugyanezen gyűlés azonban – be sem várva Ferdinánd válaszát – Balassa Menyhértet főkapitánnyá választotta, és a teljes erdélyi haderőt rábízta. Ezzel nemcsak Dobó István vajdasága szűnt meg, hanem nyílt szakítás is volt Ferdinánddal, melyet a Balassa által összehívott 1556. januári országgyűlés szentesített. 1556. június 14-én Ferdinánd lemondott Erdélyről, s tette ezt a török szultánnak írott levelében, miközben Khádim Ali budai pasa már május óta Szigetvárt ostromolta.
1556 szeptemberében II. János és Izabella visszatért Erdélybe. 1559-ig Izabella kormányzott, annak ellenére, hogy II. János már 1554-ben elérte a „törvényes kort”, és legkésőbb 1558-ban nagykorúsítani lehetett volna. Folytonos háború dúlt a Felső-Tiszavidéken, melyben egyik fél sem jutott számottevő előnyökhöz. Az 1565-ös szatmári béke zárja le ezt a polgárháborút, bár Szamosújvár – Dobó István parancsnoklásával – novemberig, Várad pedig a következő áprilisig kitartott Ferdinánd mellett.
1559-ben Izabella meghalt. Izabella három év alatt kiépített kormányzata II. János haláláig gyakorlatilag nem változott. „A gyulafehérvári udvar nem az erdélyi fejedelem, hanem a választott magyar király udvara volt, a kormány nem Erdély önkormányzatát, hanem a Szapolyai dinasztiát képviselte.” Feltűnt az udvarban a később sok zavart okozó Bekes Gáspár is, mellette a három Báthori fivér, Csáky Mihály, Hagymási Kristóf, Varkocs Tamás, Blandrata György. A keleti országrész, amely felett Izabella uralkodott területileg már megfelelt a későbbi Erdélyi Fejedelemségnek: a földrajzi Erdély, a Tiszántúl és a Temesköz alkotta. Ez utóbbi kettőt ez időben kezdték Magyarország részeinek, azaz Partiumnak nevezni. II. János kezdetben még területe kiterjesztését tekintette céljának, egészen a Duna vonaláig akarta érdekszféráját bővíteni.
Ez időben mindkét fél részéről az a cél formálódott ki, hogy az országot egy kéz irányítsa. Ez Martinuzzi célkitűzése volt, és 1560-ra sem változott. II. János elszigetelődött, amikor Zay Ferencet kassai főkapitánnyá nevezték ki, valamint Székely Antal a moldvai vajda székébe segítette Héraklidész Jakabot. Ezen akció hatására Balassa Menyhért, az erdélyi hadak főparancsnoka is átállt Ferdinándhoz. Ennek viszont azonnali következményeként Nagybánya, Szatmár és Tasnád is elveszett, melyek elvágták a Tisza felső folyásának vidékét II. Jánostól, következésképp a Partium egy jelentős része máris kicsúszott a kezéből.
1562 Erdély szempontjából „fekete év” volt: március 4-én Báthori István vereséget szenvedett Hadad városánál Zay és Balassa seregeitől, a nyáron pedig kitört a székely lázadás. Ez utóbbit Báthori leverte, majd a török hadjárat közeledte ürügyével békét kért Ferdinándtól. A székely lázadás sem a székelyek, sem az uralkodói tekintély szempontjából nem járt előnyökkel: a székelyek véglegesen elvesztették kollektív kiváltságaikat és székeiket betagozták a vármegyékbe, II. János pedig a külső és belső sikertelenség miatt ekkortól – megfelelő kárpótlás fejében – hajlandó lett volna lemondani a rex electus címről.
1562. augusztus 2-án Ferdinánd és Szulejmán Isztambulban 8 évre békét kötöttek. A határokat ezúttal sem rendezték a török-magyar viszonylatban. 1563 nyarán török és lengyel csapatok kiverték Héraklidészt Moldvából, amivel az Erdély körül szorosra zárt gyűrű fellazult kissé. Mindemellett a török szál is szorosabbra fűződött: még 1564 nyarán a törökök elfoglalták Szatmárt, majd átadták II. Jánosnak.

### II. János címhasználata
II. János és Ferdinánd egyezkedése jó ideig a címhasználat körül forgott. Erdélyben a János, Magyarország és Erdély fejedelme címet szerették volna, míg Ferdinánd verziója a János Zsigmond, Erdély és Magyarország részeinek fejedelme volt. A különbségek beszédesek. A jánosi megfogalmazás Magyarország bevonásával a rex electus cím egész országra kiterjedő hatályát, valamint Magyarország egységét kívánta kifejezni. A ferdinándi már a Zsigmond név beemelésével is a lengyel dinasztikus vonalat hangsúlyozta, miszerint Jánosnak csak a Jagelló-rokonsága jelent valódi jogcímet, valamint nem egész Magyarország, hanem csak a Királyi Magyarországtól a törökök által elvágott Részeinek elismerése. Ennek nem egyoldalú oka volt az osztrák fél, hiszen még Izabella kezdte meg a tárgyalásokat, és éppenséggel a lengyel király követe, Stanisław Nieżowski volt a megbízottja. E lengyel követ talán nem látta át a finom különbséget, ezért a ferdinándi álláspont kialakításában jelentős szerepe lehetett. Ferdinánd viszont 1564-ben meghalt.
Utódja, Miksa még az évben visszaszorította a Kassáig hatoló II. Jánost, majd elfoglalta Tokajt, ami megnyitotta számára az utat Erdély felé. A svájci zsoldosvezér, Schwendi Lázár 1565 tavaszán már Erdély határán állt. A szatmári békében (1565) II. János ellenszolgáltatás nélkül mondott le a rex electus címről, valamint Bihar kivételével minden magyarországi területről. Erdély birtoklásának fejében hűségesküt tett Miksának, és a szerződés értelmében utód nélküli halála esetén területeit Miksa örökölte volna.

### Török–magyar viszony
II. János visszaszorulása természetesen nem tetszett a Portának. Szulejmán megerősítette II. Jánost, és biztosította őt arról, hogy halála esetén Erdélyben szabadon választhatják meg a következő uralkodót. Mindez csak 10 000 aranyforint adóba került. 1566-ban újabb három irányú hadjáratba fogott Szulejmán: júniusban Arszlán budai pasa Várpalotát, Pertev pasa júliusban Gyulát, maga Szulejmán pedig augusztusban Szigetvárt vette ostrom alá. A szultán szeptember 6-án meghalt az ostrom közben, Zrínyi Miklós azonban ezt nem tudta, és 8-i „kirohanása” alatt hősi halált halt, s egyben elvesztette a várat. Szigetvár eleste megnyitotta az utat nyugat felé, a Habsburg örökös tartományok felé. Eközben II. János a török szélárnyékban Tokajt ostromolta, de ezt Szulejmán halálhírére gyorsan abbahagyta.
Az új szultán, II. (Korhely) Szelim és a birtokaiban fenyegetett Miksa 1568. február 17-én Drinápolyban kötöttek békét (második drinápolyi béke), amelyben Miksa elfogadta a hódoltsági területek létét. Szelim 30 000 arany adó fejében Miksát II. János protectorának ismerte el. Miksa nem érhette el fő célját, a Partium visszaszerzését, II. János viszont nem szerezte vissza északon elvesztett területeit.

### Drinápolytól az Erdélyi Fejedelemségig
„A drinápolyi béke kiterjedt ugyan Erdélyre, de azért évekig eltartott, mig Miksa és János Zsigmond fejedelem közt végleges béke köttetett. 1567-ben elsősorban János Zsigmond súlyos megbetegedése szüntette meg a háborút. A fejedelem olyan veszélyesnek hitte állapotát, hogy végrendeletet tett, s a trónutódlás kérdését országgyűlés elé vitte. A rendek elhatározták, hogy üresedés esetén szabad választás útján, mégpedig a János Zsigmond végrendeletében körülirt politika figyelembe vételével, töltik be a fejedelmi széket. János Zsigmondnak magának nem volt határozott jelöltje s hol egyik, hol másik tanácsosára, egyszer Hagymási Kristóf váradi kapitányra, másszor Békés Gáspárra gondolt, mig a közvélemény figyelme mindinkább Báthory Istvánra fordult, ki diplomatiai és katonai téren egyaránt odaadással szolgálta urát. Mint jó katholikust ekkor még Bécsben is őt óhajtották fejedelemnek.”
1570. december 1-jén II. János, majd 1571. március 10-én Miksa is aláírta a speyeri szerződést. János Zsigmond már Szatmárban, 1565-ben lemondott a rex electus címről, ekkor princeps, vagyis fejedelem lett az általános felfogás szerint. Azonban a princeps fogalom magyarul herceget is jelent, de jelenti a báni és vajdai címet is már a legelső előfordulása, azaz 1111 óta. János Zsigmond – II. János néven a magyar király – nem fejedelem lett a lemondással, hanem a Magyar Királyság erdélyi vajdája. Legalábbis jogilag.
Az egyezmény jelentősége, hogy tisztázták a jogi helyzetet, valamint a Partium meghatározását, és kimondták azt is, hogy az Erdélyi Fejedelemség a Magyar Korona elidegeníthetetlen része, ugyanakkor Erdély ezzel rangemelést kapott, mivel már nem a Magyar Királyság része lett, hanem csak a Koronáé.
A speyeri egyezség szerint János Zsigmond lemond a választott magyar király cziméről s fenséges fejedelem czimet nyer; Erdélyen kivül megtartja Bihar, Közép-Szolnok, Kraszna és Máramaros vármegyéket, a Szatmáron és Erdődön inneni – Erdély felé néző – földet, de Debreczen Miksa fennhatósága alatt is marad úgy, hogy a királyi, erdélyi és török főuralom egyaránt kiterjed rá. Miksa egyik unokahugát, Máriát, Albert bajor herczeg leányát szerzi meg feleségül a fejedelemnek, kivel külön titkos véd- és daczszövetség is köttetett a török ellen.
Ezzel majdnem kialakultnak nevezhetnénk az Erdélyi Fejedelemséget – amelyben a fejedelem tulajdonképpen csak a magyar király vajdája (princeps) –, ha a speyeri egyezmény nem kizárólag a Szapolyai családról szólt volna. Szó sem volt azonban ebben arról, hogy Erdély olyan politikai önállóságot kapna, amelyben maga választhatná fejedelmét. Magyarország egységét most az kezdte ki, hogy János Zsigmond négy nappal a Miksa általi aláírást követően, 1571. március 14-én meghalt, így a speyeri egyezmény törvénybe iktatására és megtartására sosem került sor.
Nem a speyeri szerződés, hanem Szulejmán 1566-ban adott athnaméja (ünnepélyes szövetséglevél) lépett életbe, amely annak idején a szabad fejedelemválasztás jogát ígérte Erdélynek.

### Báthory István

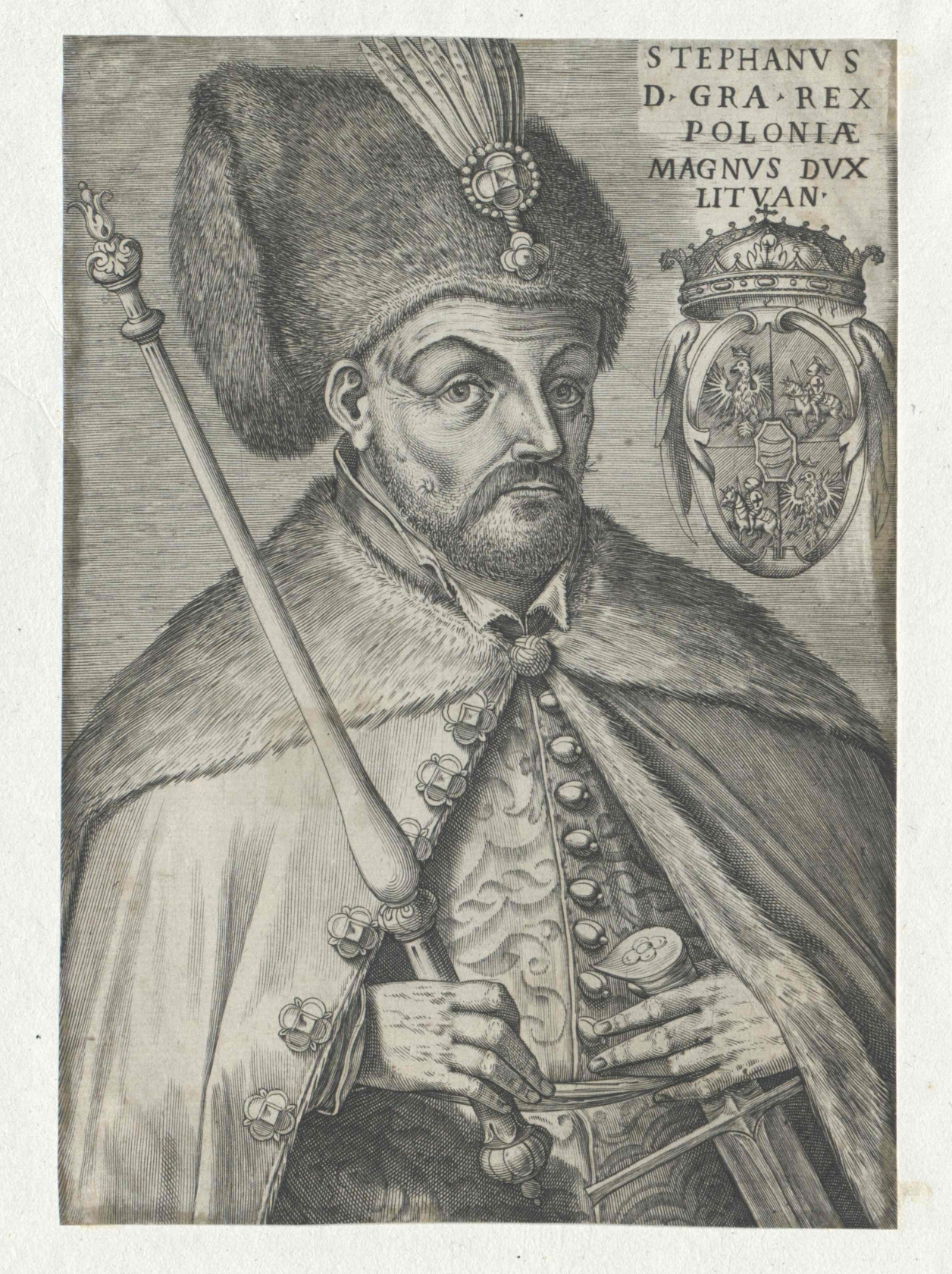
Báthory István erdélyi fejedelem, Lengyelország királya

János Zsigmond halála után az erdélyi rendek uralkodójuknak választották somlyai Báthory Istvánt, az azonos nevű korábbi erdélyi vajda fiát. Birtokainak súlya, népszerűsége és saját energiája együttesen segítették ebbe a pozícióba, amelyet Bekes Gáspárral szemben kellett megvédenie. Végül 1575-ben, a kerelőszentpáli csatában győzedelmeskedett Bekessel és híveivel szemben. Ennek a győzelemnek a súlya akkora volt, hogy ennek hatására került sor lengyel királlyá választására, és ezt követően vette fel a fejedelmi címet is.
Lengyel királyként székhelyét áthelyezte Krakkóba, Erdély élére pedig bátyját, Kristófot nevezte ki kormányzónak. Báthory Kristóf szerepe egyszerű végrehajtás volt, az utasítások Krakkóból érkeztek, Berzeviczy Márton kancellár részéről. Királyi minőségében kereste meg őt többször is a pápa, egy törökellenes ligában történő részvételre bátorítva őt, azonban az európai politikai helyzet miatt ennek létrejötte húzódott-halasztódott, s végül 1586. december 12-én maga Báthory István is meghalt.
Fejedelemként történő uralkodására jellemző, hogy dinasztikus elvek alapján kormányozta Erdélyt: unokaöccse, Zsigmond részére tervezte hagyni a fejedelmi pozíciót halála esetére, ezért még életében megválasztatta őt, és kiskorúsága idejére rokonaiból szervezett kormányzótanácsot állíttatott mellé.

### Báthory Zsigmond
Fejedelemsége idején széthúzás kezdődött a nemesség között, mely két pártra szakadt. 1588-ban az erdélyi országgyűlésnek kellett volna beiktatni az időközben 16. életévét betöltött, tehát nagykorúsítandó Zsigmondot, ám a belviszályok miatt erre nem került sor, ugyanis unokatestvérei, Báthory Boldizsár váradi kapitány és ifjabb Báthory István, Fogaras parancsnoka feltételeket támasztottak. Az egyik legfontosabb követelésük a jezsuiták Erdélyből történő kitiltása volt. Báthory Zsigmond kancelláriája végül is belement ebbe, így nem sokkal később újra összehívhatták az országgyűlést, hogy megtörténjen a nagykorúsítás.

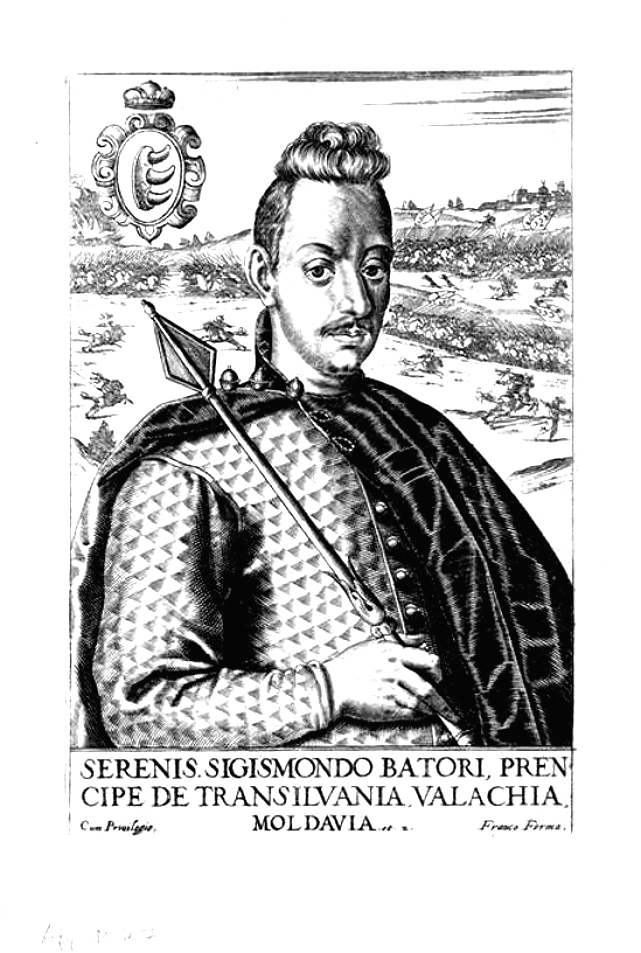
Báthory Zsigmond, aki 1588 és 1602 között többször volt Erdély fejedelme

A központi hatalom meggyengítése tovább folyt a riválisok által. 1591-ben törvényt fogadtak el arról, hogy a fejedelem országos ügyekben csak a fejedelmi tanács határozata alapján dönthet. Kancellárjai azt javasolták Zsigmondnak, hogy érdemes lenne eltenni láb alól Báthory Boldizsárt, ő azonban elárulta az érintettnek, aki megölette a kancelláriában ellenlábasait. Ez viszont azzal járt együtt, hogy Zsigmondtól még saját szövetségesei is kezdtek elfordulni. Zsigmond válaszul Bocskai Istvánhoz fordul, akivel együttes erővel elhatározzák, hogy csatlakoznak a törökellenes szövetséghez. 1594 februárjában bejelentette, hogy Erdély csatlakozott a Szent Ligához. Ezt azonban a rendek és az országgyűlés megkerülésével tette, a májusban összeült országgyűlés pedig le is szögezte, hogy a béke pártján áll. Ha ez még nem lett volna elég, a kezdetben sikeresnek tűnő hadjárat teljes kudarcba kezdett átfordulni. Júliusban a rendek fegyverrel vonultak fel, ezért Báthory Zsigmond bejelentette, hogy lemond a fejedelemségről, és a hatalmat Báthory Boldizsárra ruházta. Elhatározta, hogy elhagyja az országot, ám még útközben meggyőzték őt szövetségesei, hogy térjen vissza. Augusztusban ezt meg is tette, deklarálta a háborút a törökkel, és kivégeztette az ellenzékének vezéralakjait.
Az erdélyi hadak Havasalföld felé indultak, amelynek fejedelme ekkor Vitéz Mihály volt, és aki titkos egyezséget kötött Erdéllyel az előző évben. Nem sokkal később Áron moldvai vajda is csatlakozott. Ám a hadjárat csak részsikereket ért el: bár kiűzték a törököt Havasalföldről, Vitéz Mihályt fel kellett oldania a hűbéri kötelezettsége alól, a moldvai vajdát pedig a lengyelek által támogatott riválisa megölette. A legnagyobb baj azonban az volt, hogy a hadjáratban oroszlánrészt vállaló székelyek régi szabadságjogaik visszaállítása fejében álltak csak Zsigmond oldalára. Ez hatalmas felháborodást keltett a nemesség soraiban. Zsigmond alig hogy hazatért a hadjáratból, visszavonta a közszékelyek számára kiadott oklevelet, ezért 1596 tavaszán felkelés tört ki (véres farsang), melyet a fejedelem katonái vérbe fojtottak. Ezután Báthory többet nem számíthatott a székelyek segítségére, későbbi vállalkozásai rendre kudarcba fulladtak. Az amúgy is labilis idegrendszerű Báthory ezért megegyezett Rudolf császárral, hogy birtokokért cserében a Habsburg Birodalmon belül lemond az erdélyi trónról, amit 1598-ban meg is tett, de rövid idő múlva meggondolta magát és visszatért a trónra, de egy év múlva újra lemondott unokabátyja, Báthory András javára, majd kiköltözött Lengyelországba.

### A fejedelemség első válsága

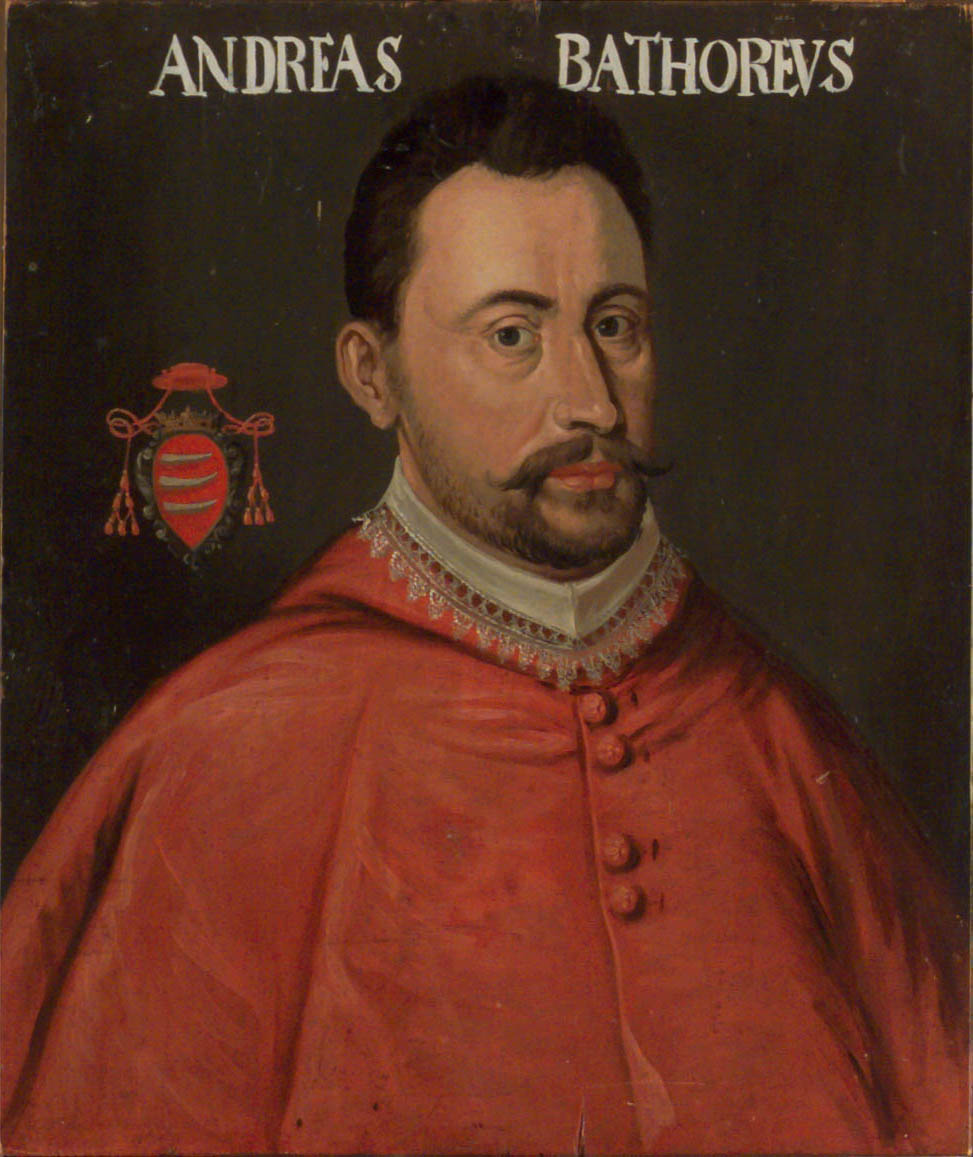
Báthory András fejedelem

Báthory András megpróbált békét kötni a törökökkel, úgy hogy a Habsburgokkal is fenntartsa a jó viszonyt, ugyanakkor az ország védelmének érdekében véd- és dacszövetséget kötött a Havasalföld és Moldva uralkodójával is. Időközben Rudolf megegyezett Mihály vajdával Báthory eltávolításában. Ennek érdekében 1599 őszén Mihály hadüzenet nélkül megtámadta Erdélyt. A fejedelem sebtében összeszedte seregét, majd kivonult a román sereg ellen, de október 28-án a sellenberki csatában vereséget szenvedett. A fejedelem néhány hűséges embere kíséretében megpróbált Lengyelországba menekülni, de Csíkszentdomokos mellett, a Pásztorbükkön az Ördög Balázs vezette székelyek meggyilkolták.

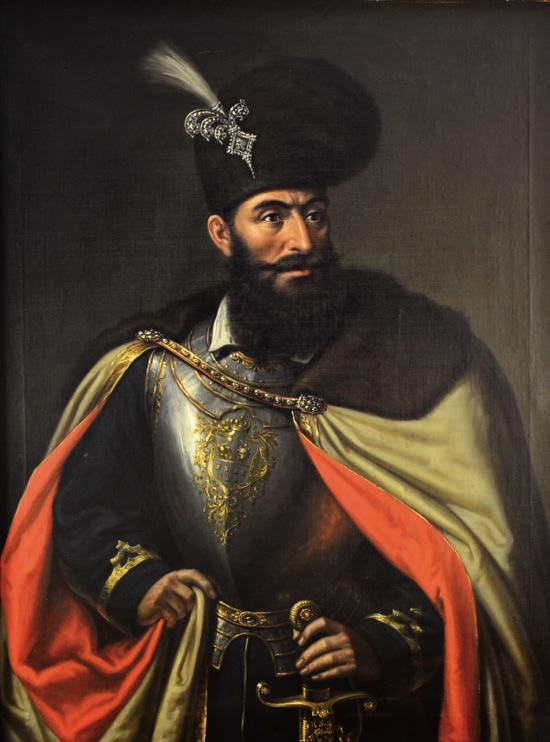
Vitéz Mihály

Mihályt az oldalán álló székelyek és szászok 1600 elején megválasztották fejedelemnek, Rudolf császár azonban csak mint Erdély kormányzóját volt hajlandó elismerni. Habár kezdetben az erdélyi főrendek is mellette álltak, hamar elidegenítette őket magától, azzal, hogy román bojárokat helyezett minden tisztségbe és a várak élére is saját híveit állította. Egyedül a székelyek tartottak ki mindvégig hűségesen mellette, mivel felszabadította őket a jobbágyi függés alól és külön hadsereget szervezett belőlük. Uralkodása alatt teljesen kifosztotta az állami kincstárat, aminek eredményeként nem tudta zsoldosait fizetni, akik ezért rabolni, fosztogatni kezdtek. A pénzügyi helyzet orvoslása végett megtámadta és elfoglalta Moldvát is, de hamarosan kiderült, hogy Moldva sincs rózsás helyzetben. Az uralkodásával elégedetlen nemesség fellázadt és Báthory Zsigmondot hívta vissza a fejedelemségbe, akit Rudolf császár parancsára Giorgio Basta kassai főkapitány is segített. Mihály seregét a miriszlói csatában legyőzték, ő pedig egyelőre kénytelen volt elmenekülni.
Zsigmond azonban csalódást okozott Rudolf számára, mivel az addigi politikáját feladva tárgyalásokat kezdeményezett a törökökkel, amiért ezúttal Basta és Mihály összefogtak és a goroszlói csatában megverték csapatait, őt magát pedig újra, ezúttal végleg száműzetésbe kényszerítették.

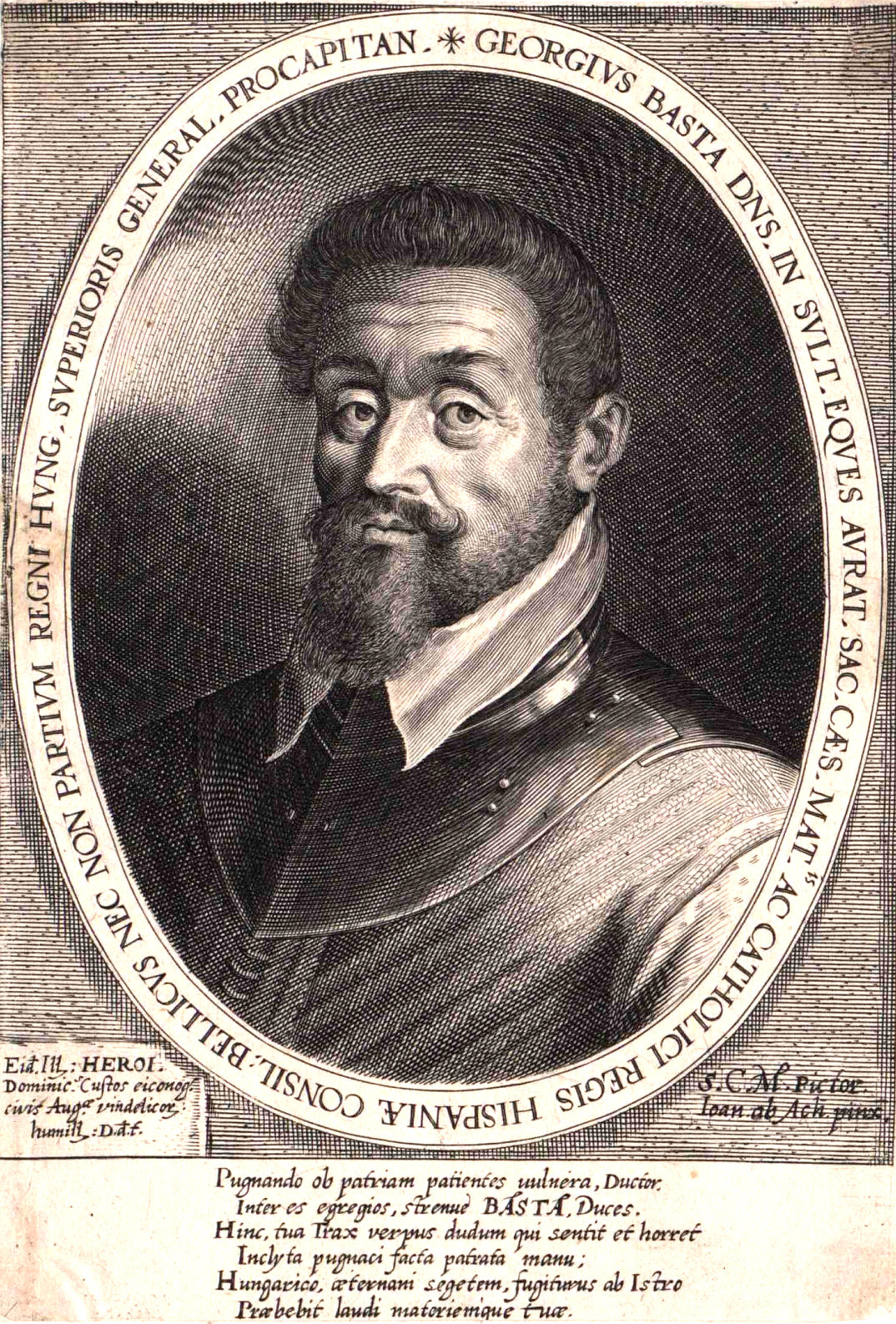
Giorgio Basta

Basta ezt követően jobbnak látta, ha megszabadul Mihálytól, ezért 1601. augusztus 19-én vallon zsoldosaival meggyilkoltatta. Ezután ő lett Erdély tényleges ura, mint Rudolf császár megbízottja. Az országban rémuralmat vezetett be, zsoldosai szabadon garázdálkodtak. Ez ellen tört ki a Székely Mózes vezette felkelés 1603-ban. A felkelők között ott volt a későbbi erdélyi fejedelem, Bethlen Gábor is. A felkelők március végén lendültek támadásba török-tatár segédcsapatokkal megerősítve, Temesvárról kiindulva. Április 15-re már Segesvár, Háromszék és a Partium kivételével egész Erdélyt sikerült elfoglalniuk. Május 9-én az országgyűlés Székely Mózest fejedelemmé választotta.
A Habsburgok megpróbáltak békét kötni vele, de ő a béke ajánlatot elutasította. Ekkor azonban a Habsburgoknak sikerült mozgósítaniuk szövetségesüket, IX. Radu havasalföldi fejedelem, aki délről támadt Erdélyre, majd Brassó mellett szétverte Székely Mózes seregét, a csatában a fejedelem is elesett. A fejedelem holttestét Michael Weiss brassói bíró titokban temette el a saját kertjében. Erdélyben Basta zsoldosai garázdálkodtak tovább, a Bocskai-felkelés sikeréig büntetlenül.
A Habsburg Birodalom a 16–17. század fordulóján évente több millió rajnai forint adósságot halmozott fel. Rudolf a tizenöt éves háború idején kiürült kincstár problémáját, zsoldosvezérei és hadiszállítói kifizetését a magyar arisztokrácia vagyonának megszerzésével próbálta enyhíteni. Felségsértési és felségárulási pereket zúdítottak a magyar bárók és vagyonosabb családok nyakába, általában fő- és jószágvesztéssel. Koncepciós eljárás kezdődött a homonnai Drugethek, Rákóczi Zsigmond, Nádasdy Tamás (nem a nádor), Telekessy Mihály, az Alaghy, Balassa, Kállay családok ellen. 1603 márciusában született meg az ítélet Illésházy István ügyében: a főnemes várait és uradalmait elkobozták.
Jellemző, hogy a Habsburgok 1602-ben azt a Bocskai Istvánt is perbe fogták és Prágába internálták, aki a Habsburg-párti politika legfőbb erdélyi képviselője volt és törökellenes oldalon léptette be a fejedelemséget a háborúba. Bocskait csak két év múlva engedték haza bihari birtokaira.

#### Bocskai-felkelés

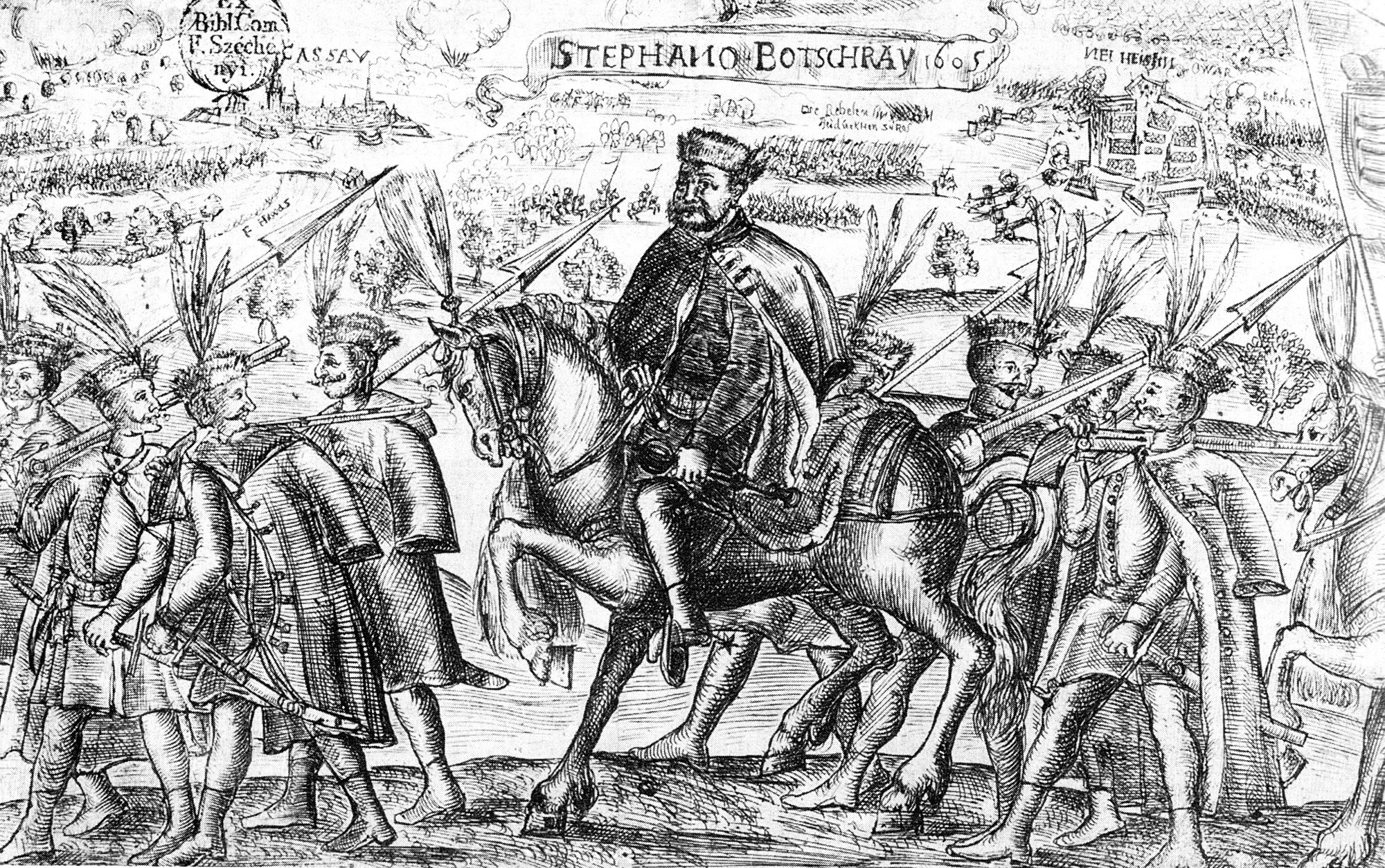
Bocskai István a hajdúk élén

A török területre menekült bujdosók nevében Bethlen Gábor arra biztatta Bocskait, hogy álljon egy Habsburg-ellenes felkelés élére, s ehhez a török szövetségét helyezte kilátásba. Levelezésüket ellenfele, a kassai főkapitány, Belgiojoso gróf elfogta. Bocskai korábban szolgálatába fogadta a fizetetlen fegyveres hajdúkat. Így amikor a Habsburg-udvar le akarta tartóztatni felségsértés vádjával, szembeszállt a császári csapatokkal. Meggyőzte Németi Balázs és Lippai Balázs hajdú kapitányokat, így a hajdúk élén 1604. október 14-ről október 15-ére virradó éjjel Álmosd és Bihardiószeg térségében döntő győzelmet aratott a Petz János vezette császári sereg felett. Bocskai október 15-e után bevonult Debrecenbe és Váradra, illetve Tokajnál a hajdúk seregével győzelmet aratott Belgiojoso felett. 1604. november 11-én bevonult Kassára is. Ezután Kelet-Magyarország is Bocskai kezére került. A szabadságharc új vezére 1604. november 12-én Kassáról kiáltványban szólította fel a nemességet a csatlakozásra, amivel a szabadságharc kiszélesedett.
A kóborló hajdúk és a hozzájuk csatlakozó elnyomott jobbágyok a Habsburg uralom ellen vívták szabadságharcukat. Hamarosan csatlakozott Bocskai seregéhez az idegen zsoldosok garázdálkodása és az erőszakos ellenreformáció miatt lázongó városi polgárság, a köznemesség, sőt a főnemesség jelentős része is. 1605 végére Magyarországnak a töröktől el nem foglalt része és Erdély a felkelők birtokában volt, miközben Bocskait 1605. április 17-én a szerencsi országgyűlés Magyarország és Erdély fejedelmévé választotta.
Rudolf végül tárgyalásokra kényszerült. Bocskai is békére hajlott, egyrészt azért, mert a szabadságharc eredményeit veszélyeztette a felkelők táborán belül a hajdúk és a nemesek egyre élesedő ellentéte, másrészt pedig azért, mert nem akarta magát a török karjába vetni, ami pedig elkerülhetetlen lett volna, ha szakít a Habsburgokkal.
Az 1606. június 23-án megkötött bécsi béke biztosította a magyar rendi jogokat és a vallásszabadságot, valamint Szatmár, Bereg és Ugocsa vármegyéket Bocskai és fiági utódai élete tartamára Erdélyhez csatolta. Szeptember 24-én Rudolf király külön oklevelet adott ki arról, hogy Erdély és a Partium Bocskai fiági leszármazottainak kihaltával sem száll vissza a koronára, és hogy a fejedelemnek és fiú utódainak átengedi Ugocsa, Bereg, Szatmár és Szabolcs vármegyéket, továbbá Tokaj várát minden tartozékaival, valamint Tarcal, Bodrogkeresztúr és Olaszliszka mezővárosokat. Az ugyanebben az évben megkötött, Bocskai által közvetített zsitvatoroki béke a tizenöt éves háborúnak is véget vetett.
A Bocskai-szabadságharcnak köszönhetően a királyi Magyarország berendezkedését a rendi dualizmus jellemezte, egészen 1671-ig, a nyílt abszolutizmus bevetéséig.

#### Báthory Gábor
Bocskai váratlanul meghalt 1606 végén, és nyomban megindult a versenyfutás a fejedelmi székért. A két legesélyesebb Báthory Gábor és Drugeth Bálint voltak. Előbbi Bethlen Gábor segítségével próbálta érvényesíteni jogait, fejedelmi felmenőire hivatkozva, utóbbi pedig az alapján, hogy Bocskai végrendeletében őt nevezte meg utódjául (ő maga a Szapolyaiakkal állt rokonságban). A rendek ellenálltak Drugeth fejedelemségének, ugyanis a fejedelemválasztás az ő kiváltságuk volt, és a Bocskai-féle végrendelet ezen passzusát nem is fogadhatták el érvényesnek. Bonyolította a helyzetet, hogy a törökök Drugethet támogatták, a rendek viszont Báthoryt. 1607 elején a kormányzó Rákóczi Zsigmond irányította Erdélyt, amikor a Habsburg Birodalom bejelentette, hogy a bécsi béke értelmében ők is bele kívánnak szólni a fejedelemválasztásba, ugyanis Erdély különállását nem ismerik el. Válaszul az erdélyi országgyűlés villámgyorsan megválasztotta Rákóczi Zsigmondot, amelyet az Oszmán Birodalom is tudomásul vett.
Rákóczi azonban protestáns volt, erre hivatkozással pedig Báthory Gábor, saját áttérésének kilátásba helyezésével könnyűszerrel tudott támogatást szerezni a Magyarországot kormányzó Mátyás főhercegtől. Mégsem ez, hanem a hajdúk felkelése döntötte el a fejedelmi szék sorsát: Rákóczi nem akarta kenyértörésre vinni a dolgot, hanem önként lemondott pozíciójáról, így 1608 márciusában Báthory Gábor lett Erdély új fejedelme.
Alig választották meg fejedelemnek, máris háborút tervezett a román fejedelemségek ellen. Csak a rendek ellenvetése miatt sikerült megváltoztatni akaratát és helyette hűbéri esküt köttetni velük. A hajdúkérdést úgy oldotta meg, hogy megerősítette őket jogaikban, egy jelentős részüket pedig a Habsburgok fogadták zsoldjukba, akik segítségével aztán II. Mátyás megszerezte a trónt. Erdély és a Habsburgok ezután rendezték viszonyukat egymással is, és hosszú idő után újra viszonylagos béke honolt.
De ez nem tartott sokáig, mert Báthory hatalomgyakorlási technikái sértették a rendek érdekeit. Saját szövetségeseivel vette magát körül, ráadásul Erdélyben még mindig jelen voltak az előző évtized törésvonalai, és emellett a vallási ellentétek is kiéleződtek. Híveinek jelentős birtokadományokat juttatott, kicsapongó életet élt, szórta a fejedelemség pénzét. Hatalmi ambícióitól vezérelve 1609-ben Moldva ellen kezdett erőfitogtatásba, és kilátásba helyezte a szövetség felmondását. Ekkor a rendek titkon szervezkedni kezdtek ellene, és 1610 márciusában elhatározták, hogy megöletik. A merénylet azonban sikertelen maradt, mert a merénylő mindent bevallott, Báthory pedig válaszul leszámolt az összeesküvés vezéreivel, köztük Kornis Boldizsárral és Kendi Istvánnal. Pozícióikba saját embereit emelte.
1610 decemberében aztán úgy döntött, hogy megszállja Nagyszebent, majd a következő évben Havasalföldre indult, hogy azt elfoglalva kikiáltassa magát annak fejedelméül. Ezt már a törökök sem hagyhatták szó nélkül, és felszólították őt a távozásra, emellett betörtek nyugat felől. Általánossá vált a zűrzavar, Báthory pedig ismételten a polgárság ellen fordul, és most Brassót készült volna elfoglalni, hogy megsarcolja. A rendek ismét szervezkedni kezdtek ellene, Ghiczy András vezetésével, Bethlen Gábor pedig elhagyta Erdélyt és török földre távozott. 1613-ban a törökök az ő támogatása mellett álltak ki és Báthoryt letetették a trónról az erdélyi rendekkel. Bethlen megválasztása után pár nappal Báthory Gábort meggyilkolták a hajdúk Nagyváradon.

### Erdély virágkora
A hosszú válság után az 1613-48 közötti időszak az Erdélyi Fejedelemség virágkora volt. A magyar nemesek, a kollektív nemességet birtokló székelyek és a városi kiváltságokat élvező szászok a másik két magyar országrész lakosságához képest jómódúak voltak, és az ország egész lakossága biztonságban élt.

#### Bethlen Gábor

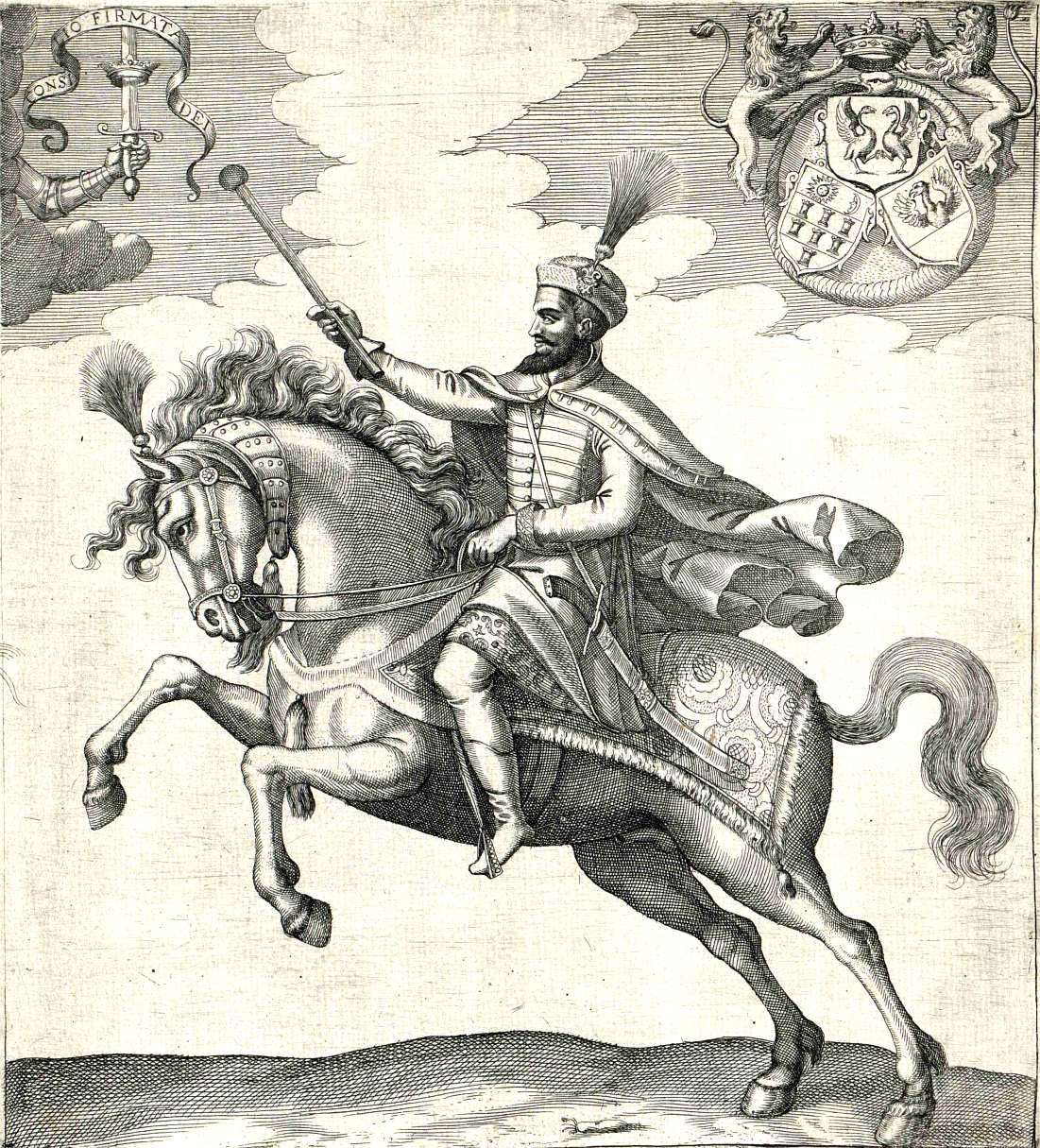
Iktári Bethlen Gábor erdélyi fejedelem, I. Gábor néven megválasztott magyar király

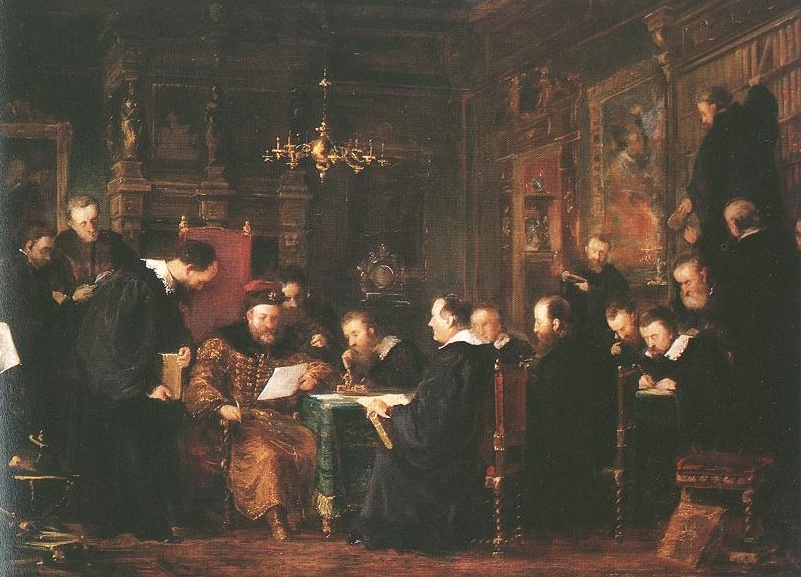
Bethlen Gábor tudósai között (19. századi festmény)

Megválasztását követően szinte azonnal nagy árat kértek a törökök az elismerésért cserébe: Lippa és Jenő várának visszaszolgáltatását. Bethlennek sikerült ezt csak Lippára lealkudnia, ám azt 1616-ban neki kellett megvívnia és átszolgáltatni a temesvári pasának. Ez rendkívüli felháborodással járt együtt, a rendek pedig ennek (és az elmúlt időszak eseményeinek) következtében az országgyűlésen elfogadták az esküszegő fejedelemmel szembeni ellenállás jogát. Bethlen válaszul egyezkedni próbált az egyes államalkotó tényezőkkel. Megreformálta az országgyűlést: a résztvevők számának korlátozásával csökkentette annak méretét, továbbá ritkábban is hívta össze azokat. Reformpolitikája során elkezdte visszavonni elődjének birtokadományait, amit a rendi hatalom megtörésére használt, a nem öröklődő fejedelmi hatalomból kifolyólag. Bevezette a gazdaságpolitikában a merkantilizmust. Uralma egyfajta keleti abszolutizmus volt.
A harmincéves háború kitörését követően viszonylag gyorsan lépett, és elhatározta, hogy a cseh rendekkel szövetkezve megtámadja a Habsburg Birodalmat. Kezdetben rendkívül sikeres volt a hadjárata, elfoglalta a királyi Magyarország nagy részét, és már éppen Bécset készültek körülzárni, amikor Homonnai György hátbatámadta Lengyelország felől. 1619 végén Pozsonyban a rendek Magyarország királyává akarták őt választani, amit ő visszautasított és helyette Magyarország fejedelmének nevezte magát. 1620-ban Besztercebányán aztán a rendek ismét királlyá választják. A csehek legyőzése miatt azonban ki kellett egyeznie a Habsburgokkal, ezért 1621-ben megkötötte a nikolsburgi békét. A béke feltételei szerint le kellett mondania a magyar királyi címről, vissza kellett szolgáltatnia a Szent Koronát, és a béke fejében megkapta a birodalmi fejedelmi címet, Oppelnt és Ratibort. Hét elfoglalt megyét is megtarthatott, de ezek követei a királyi Magyarország országgyűléseire mentek.
1623 végén aztán újabb Habsburg-ellenes hadjáratot szervezett, de ezzel nem ért el számottevő sikereket, sőt 1624-ben kénytelen volt lemondani sziléziai birtokairól is. Ezt követően a harmincéves háborúban résztvevő protestáns hatalmakkal próbált szövetkezni, miután a Habsburgok visszautasították lánykérését. 1626-ban feleségül vette Brandenburgi Katalint, abban a reményben, hogy ennek Erdély számára előnyös következményei lesznek, de végül ezzel nem ért el semmit. 1629-ben, hosszan tartó, súlyos betegség után hunyt el.
Utóda özvegye, Brandenburgi Katalin lett. A hét elfoglalt vármegye ezt követően szinte azonnal visszakerült a királyi Magyarországhoz. Katalin nem volt népszerű fejedelem, amellett a hatalom megtartásán kívül más nem igazán érdekelte. Az egymással szemben álló érdekcsoportok elkezdenek szervezkedni, és 1630 szeptemberében végül Katalin lemondott. Utóda Bethlen Gábor öccse, Bethlen István lett, aki viszont csak pár hónapig lehetett fejedelem. Ugyanis a törökök számára teljesen mindegy volt, hogy Bethlen István vagy riválisa, Rákóczi György lesz a fejedelem, ezért két kinevezési okiratot küldtek, hogy tetszés szerint válasszanak. Katalin, aki gyűlölte sógorát, elérte, hogy Rákóczi György kinevezését olvassék fel a fejedelemválasztó országgyűlésen.

#### I. Rákóczi György
Nem sokkal megválasztása után háborút akart kiprovokálni a királyi Magyarország részéről Esterházy Miklós nádor. Rakamaznál győzelmet arattak az erdélyi seregek, ezt követően azonban Rákóczi nem indult visszafoglalni a hét felső-magyarországi vármegyét. 1631-ben békét köt II. Ferdinánddal is, amelyben megállapodnak arról, hogy Ferdinánd elbocsátja a hajdúkat, cserébe nem háborgatják egymást. Rákóczi biztosítékul átadta Ónodot, mely döntés felháborodást keltett, emiatt az úgynevezett parasztvármegyék fellázadtak. A lázadást sikerült letörni, többségükkel megegyeztek, akivel viszont nem sikerült, azt a katonaság szétkergette.
Fejedelemsége viszonylag békés időre esett, ugyanis a harmincéves háború eseményei elvonták Erdélyről a figyelmet, amellett az Oszmán Birodalom is válságot élt át. Rákóczi megerősítette a hatalmát, és ennek keretein belül leszámolt Zólyomi Dáviddal és ifjabb Székely Mózessel. Erőszakkal felszámolta a szombatos vallási felekezetet, ugyanakkor buzgó reformátusként ő és felesége, Lorántffy Zsuzsanna is sokat tettek vallásukért. Az ő uralma alatt adták ki az első román nyelvre fordított Újszövetséget. Hűtlenségi pereket indít, az így elkobzott birtokokkal pedig saját vagyonát gyarapította. A gazdaságban eleinte elődje módszereit alkalmazva kereskedelmi monopóliumokat tartott fenn, később viszont feladta a központilag szabályozott gazdaság koncepcióját. Mindössze kétszer volt részese uralkodása idején Erdély nemzetközi akciónak: első alkalommal 1636-ban, amikor le kellett számolnia Bethlen Istvánnal, aki a budai pasával szövetkezett ellene, de a nagyszalontai csatában legyőzte őt. Másodjára pedig 1644-ben, amikor Svédország oldalán beszállt a harmincéves háborúba. Kezdetben szép sikereket ért el a királyi Magyarország megtámadásával, azonban a török szultán visszaparancsolta őt és hadait. Emiatt végül kénytelen volt békét kötni III. Ferdinánddal. Az 1645-ös linzi békében megkapta a hét felső-magyarországi vármegyét, cserébe szabad vallásgyakorlást és szabad templomhasználatot biztosított.
1648-ban a vesztfáliai békével lezárult a harmincéves háború, amely új szövetségi rendszereket körvonalazott. Szó volt egy törökellenes szövetségről, ám nagyobb esélye látszott annak, hogy I. Rákóczi György lengyel királlyá lesz választva, egy keleten szerveződő Habsburg-ellenes szövetség élén. Levelet írt a kozákoknak, hogy segítségüket kérje a trónért folytatott harcban, amibe a kozákok beleegyeztek, de Rákóczi ezt már nem érhette meg, mert 1648. október 11-én meghalt.

### A fejedelemség hanyatlása

#### II. Rákóczi György
II. Rákóczi Györgyöt még apja életében megválasztották fejedelemnek, és nehéz körülmények közepette vette át Erdély irányítását. A kozákok ugyanis ebben az időben erősen elkezdtek mozgolódni Kelet-Európában. Rákóczi szövetkezett velük, és segítségükkel 1653-ra mind Havasalföldet, mint Moldvát hűbéresévé tette. A fejedelemség eredményei európai szinten is jelentőssé tették, mindenki azt várta, hogyan fog beavatkozni a Lengyelországban dúló háborúba, amit a lengyelek és a svédek vívtak egymás ellen. 1656-ban aztán X. Károly Gusztáv svéd király kereste meg őt szövetségi ajánlatával, egy nagy területet ígérve Rákóczinak Lengyelországból. Uralkodói ambícióitól elvakítottan, és abban bízva, hogy ez egy nagy európai összecsapás első felvonása, Rákóczi 1657 januárjában meg is indította a támadást. Ám hiába sikerül nyárig elfoglalnia Krakkót, majd Varsót is, a svédek váratlanul visszavonultak, mert hátbatámadták őket a dánok. Nem sokkal ezután a kozákok is kiszálltak a küzdelmekből, mert megtámadták őket a krími tatárok. Az erdélyi csapatokat állandóan zaklatni kezdte a lengyel ellenállás, így 1657 júliusában Rákóczi kénytelen megalázó békét kötni. Ezután nagy csapás érte őket: a hazafelé tartó, elcsigázott seregen rajtaütnek a krími tatárok, miközben a fejedelem otthagyta őket és hazalovagolt.
A krími tatárok túszul ejtették Erdély haderejének színe-javát, Rákóczi pedig képtelen cselekedni. Az elmúlt évtizedek során átalakult uralkodói hatalom miatt ráadásul nincs olyan kompetens személy, aki a fejedelem helyett intézkedni tudna. Cselekedeteivel Rákóczi magára vonta a törökök haragját, a nemrégiben kinevezett Köprülü Mehmed nagyvezír pedig nekilátott, hogy megrendszabályozza az önálló utakon járó Erdélyt. 1657 októberében megüzenték a rendeknek, hogy válasszanak új fejedelmet, ők ezt mégsem merik megtenni, mert jobban félnek Rákóczitól, aki az ország leghatalmasabb birtokosa. Rákóczi lemondását feltételekhez kezdte el kötni, melyeket többé-kevésbé el tudnak fogadni, és ekkor megválasztják helyette Rhédey Ferencet. Ám 1658 januárjában Rákóczi visszatért a hatalomba. A törökök válaszként először leváltják Havasalföld és Moldva Erdéllyel szövetséges vajdáit, majd hadaik betörnek. Ezzel egy időben a krími tatárok is támadást indítanak, felprédálják a városokat, tömegével hurcolják el az embereket rabszolgának, Gyulafehérvárat pedig részben elpusztítják. A török hadak ezalatt elfoglalják Jenőt. A zűrzavaros helyzetben a rendek megválasztják Barcsay Ákost fejedelemnek, aki kénytelen megállapodni a törökökkel egy megemelt adóról, hadisarcot kell fizetniük, át kell adnia Lugost és Karánsebest, és el kell fognia Rákóczit.
1659 őszén mindennek a tetejébe kitör a polgárháború Rákóczi, Barcsay, és a tatár fogságból hazaérkező Kemény János hívei közt. Rákóczi előbb Moldvára támad, majd erre válaszul Barcsay behívja a budai vezírt, mindezek hírére pedig újra megindul a török sereg is Erdély felé. Rákóczi vereséget szenvedett Szászfenesnél, az ütközetben szerzett sebesüléseibe pedig 1660. június 7-én belehalt. A török fősereg ezután elfoglalta Nagyváradot, Erdély legfontosabb védőbástyáját, és újfent felprédálták az országot. A rendek ebben a helyzetben új fejedelmet választottak, Kemény János személyében. Barcsaytól törökbarátsága miatt addigra elfordultak hívei, sőt a törökök is lemondtak róla, így 1661 júliusában megölték őt. Kemény János vesztét az okozta, hogy I. Lipót császár segítségét akarta kérni, hogy visszaállítsa Erdély hajdanvolt erejét. Menekülnie kellett, a helyére a törökök pedig Apafi Mihályt nevezték ki. Megpróbálta visszaszerezni a hatalmat, ám nem járt sikerrel, és 1662 januárjában elesett Nagyszőllős határában.

#### Az Apafiak kora
Fő szócikk: I. Apafi Mihály és II. Apafi Mihály
Apafi Mihály a fejedelemségre kevésbé volt alkalmas, életét leginkább művelődésnek és az órásmesterségnek szentelte. Társadalmi bázisa sem volt megválasztásakor, a törökök azonban ragaszkodtak a személyéhez. Rendkívül nehéz idők jártak ekkor a fejedelemségre, mely az elmúlt időszak eseményeit követően erőtlenül és kiszolgáltatottan állt két nagyhatalom harapófogójában. Célja nem volt, nem is lehetett más, hogy legalább Erdély független államiságát megtartsa. Ennek érdekében próbált egyensúlyt tartani a törökök és a Habsburgok között. Ez nagy nehézségekbe ütközött, ugyanis már megválasztása után nem sokkal azt követelték tőle a törökök, hogy Erdély csatlakozzon a királyi Magyarország ellen indított támadáshoz. Apafi addig húzta az időt, amíg tehette, végül Érsekújvárnál csatlakozott a török hadakhoz. Ezzel egy időben tapogatózások indultak a magyar nemesi ellenállás felé is. A terveket azonban keresztülhúzta a sikeres török hadjárat, majd a szégyenteljes vasvári béke, amelynek értelmében semmi remény nem maradt egy törökellenes liga létrehozásának – mi több, Erdély elvesztette Szabolcs és Szatmár vármegyéket is. A földrajzilag és politikailag is elszigetelődött Erdély azonban legalább megtarthatta önállóságát.
Ezt követően másfél évtizednyi viszonylag békés időszak kezdődött Erdély számára. Titokban támogatták a Wesselényi-féle összeesküvést, annak bukása után pedig a bujdosók náluk lelhettek menedékre. 1675-ben a fogarasi trakta értelmében Franciaország feltételesen szövetséget ajánlott, és sikerült Lengyelországgal is rendezni a viszonyt. A bujdosók vezetője, Thököly Imre támogatásával 1678-ban támadást indított Magyarország ellen. Az 1679-es, francia-osztrák nijmegeni békeszerződés után azonban inkább Bécs felé kezdett el orientálódni, noha a Habsburgok nyíltan I. Rákóczi Ferenc fejedelemmé választását támogatták. Thököly azonban időközben önjáróvá vált, lényegében saját ambíciói érdekében viselt hadat, és ez a törökök érdekeinek is tökéletesen megfelelt, akik nyíltan elkezdték őt támogatni. Kenyértörésre került sor: Thököly nem volt hajlandó elismerni Apafi fejedelemségét, sem azt, hogy utódaként fia kövesse, ráadásul 1682-ben török támogatással létrehozta a Felső-magyarországi Fejedelemséget.
Apafi csak azért maradhatott meg fejedelem Erdélyben, mert az 1683-as török hadjárat, és azzal együtt Bécs ostroma sikertelenül zárult. Ebben a hadjáratban Apafi és az erdélyi seregek is részt vettek a török oldalán, de kivonták magukat a tényleges harcokból. Változott a politikai légkör, újra napirendre került egy lengyel vezetésű, a román fejedelemségeket is magában foglaló szövetség. Thökölyvel nem sikerült a kiegyezés, fejedelemségének elvesztése után jószágvesztésre ítélték, és el kellett hagynia Erdélyt.
1686 elején császári csapatok vonultak be Erdély határvidékeire. Buda visszafoglalását követően I. Lipót császár csapatai eleinte csak téli elszállásolás céljából időztek itt hosszabban, majd 1687-ben már a fősereg is bevonult. Még 1686-ban a balázsfalvi szerződésben sikerült ugyan megtartani Erdély önállóságát, a hadsereg ellátásának fejében, ám 1688. május 9-én az erdélyi rendek végül aláírták a fogarasi nyilatkozatot. Ennek értelmében Erdély visszatért Magyarországhoz, felmondták a török védnökséget, és a mindenkori Habsburg-uralkodók oltalma alá helyezték magukat. Egyben tudomásul vették, hogy császári csapatok szállják meg a főbb várakat. Kisebb ellenállások voltak ugyan, de az osztrákok letörték ezeket. Miután felesége meghalt, Apafi Mihály mély depresszióba esett, és 1690 áprilisában meghalt.
Thökölynek azonban még mindig voltak fejedelmi ambíciói, visszatért, és a zernyesti csatában legyőzte a császári csapatokat. Meg is választották fejedelemnek, ez azonban tiszavirág életű volt. Már Apafi életében megválasztották fejedelemnek fiát, II. Apafi Mihályt, akinek uralkodása azonban végig névleges volt. Kormányzókat rendeltek mellé Bécsből, ráadásul kihirdették a Diploma Leopoldinumot, amely a fejedelemség kérdését a levegőben hagyva önálló tartományként a Habsburg Birodalomhoz csatolta Erdélyt. 1696-ban Apafit Bécsbe vitették, majd 1699-ben a karlócai békéből teljesen kimaradt Erdély, így reménye sem maradt a visszatérésre. 1701-ben II. Apafi Mihály hivatalosan is lemondott.

#### Rákóczi-szabadságharc
A Rákóczi-szabadságharc kitörését követően II. Rákóczi Ferenc először 1703 végén bocsátott ki egész Erdélynek szóló pátenst. Majd csak 1704-ben fordul először Erdély felé, ahol azonban csekély volt a támogatottsága – részben katolikus hite miatt, részben azért, mert inkább II. Apafi Mihálynak, és még inkább Thököly Imrének volt tábora. A székelyek 1704-ben a barcasági nyilatkozatban hívták fel a különféle Habsburg-ellenes erőket az összefogásra, sikertelenül, Bethlen Miklós kancellár pedig "Columba Noe" című röpiratában inkább a mindentől és mindenkitől független Erdély mellett kardoskodott. Végül aztán valamennyien belátták, hogy egyedül Rákóczi vezetésével remélhetik Erdély státuszának rendeződését. 1704 júliusában erdélyi fejedelemmé választották – ez volt az utolsó fejedelemválasztó országgyűlés. Eltörölték a Habsburgok által létrehozott Guberniumot, majd tárgyalni kezdtek különféle, főként katonai ügyekről. Ezt félbeszakította a császári csapatok érkezésének híre. Rákóczi nem vett személyesen részt a fejedelemválasztáson, a rendek pedig úgy döntöttek, hogy az államszervezet kérdéseiben majd csak a fejedelmi beiktatás után döntenek. Gondokat okozott, hogy tartani lehetett attól, hogy török jóváhagyás nélkül azok ismét betörnek Erdélybe, és Thököly is megüzente, hogy a fejedelemség igazából őt illetné. Rákóczi elébe ment az eseményeknek, bejelentette a törököknek fejedelemmé választását, ezt követően pedig nekilátott beiktatása nélkül is a belpolitikai reformoknak. Újjászervezte a hadsereget, Consilium és Comissariatus néven új, kizárólag Rákóczinak felelős szervek jöttek létre. Nem sokkal később Thököly is meghalt.
A szabadságharc új eredményei miatt 1705 őszén Magyarországon hívták össze a fejedelembeiktató országgyűlést, amelyen törvénybe iktatták Magyarország és Erdély konföderációját. Rákóczi beiktatása azonban ismételten nem tudott megjelenni Erdélyben, miután a császári hadsereg Zsibónál vereséget mért az erdélyi hadakra, betört az országba és büntető hadjáratba kezdett. A megmaradt nemesek 1705 decemberében kinyilvánították, hogy Rákóczi fejedelemsége semmis, és hűséget esküdtek I. József királynak. Az 1706-os huszti országgyűlésen azonban az erdélyi rendek másik, elmenekült fele kijelentette, hogy Erdély elszakad a Habsburgoktól, Józsefet nem tekintik uralkodójuknak. Megállapították továbbá, hogy Erdély önálló állam, mely Magyarországgal konföderációt alkot.
Erdélyt azonban ténylegesen a császári hadsereg tartotta uralma alatt, újra és újra felhívták a rendek figyelmét, hogy hagyjanak fel az ellenállással. Először Jean Rabutin foglalta el és rendezett bosszúhadjáratot, majd 1709-ben, távozása után a seregek mindenkori parancsnoka. 1708-tól tombolni kezdett a pestisjárvány, aminek rengetegen estek áldozatul. Rákóczi pozíciója is egyre inkább gyengült, József császár pedig megegyezést kínált a rendeknek. Végül 1711-ben, a szatmári békével ért véget a háború: Erdély mint fejedelemség megszűnt létezni, de az Osztrák Császárságon belül különálló entitásként, korlátozott önállósággal fennmaradhatott.

## Politika

### Önálló államiság
Az Erdélyi Fejedelemséget sokszor nevezik önálló országnak és a magyar állami szuverenitás egyedüli őrzőjének a három részre szakadt történelmi Magyarország korszaka alatt. A fejedelemség az Oszmán Birodalom vazallusa volt ugyan, de ez nem jelentette a törökök közvetlen uralmát az ország fölött. Ez inkább két uralkodó kölcsönös szerződése volt, amelyet az erdélyi fejedelmek önként vállaltak.
A függő viszony mindkét ország számára előnnyel járt. Erdély számára a török védnökség egyenesen az önálló állami léte biztosítékát jelentette a szüntelenül fenyegető Habsburg Birodalommal szemben. Az ország uralkodóit az erdélyi országgyűlés szabadon választotta. A megválasztott fejedelem ugyanakkor hatalmi jelvényeit a szultántól kapta, uralkodásához annak jóváhagyására volt szükség. Az erdélyi fejedelem évi adót (haradzs) fizetett az Oszmán Birodalomnak, kül- és hadügyeiben általában nem cselekedett a szultán egyetértése nélkül. Belpolitikájában azonban teljesen független volt. Erdélyben nem állomásozott török hadsereg. Csak a szultán nagykövete volt jelen Gyulafehérvárott, ugyanúgy ahogy az erdélyi fejedelemnek is állandó diplomáciai képviselete volt Isztambulban (az úgynevezett „Erdélyi Ház”).
Az erdélyi fejedelmek többnyire igyekeztek nem tenni olyan lépéseket, amelyek sértették volna a török szövetséget, például kerülték a Magyar Királyság újraegyesítésére irányuló nyílt külpolitikai tevékenységet. Cserébe a szultán is lemondott az erdélyi belpolitikába való beavatkozásról és a fejedelmek önállóságának bármiféle korlátozásáról. Ha ezzel próbálkozott volna, akkor az Erdélyi Fejedelemség, mint az egykori Magyar Királyság utóda, a magyar királyként uralkodó Habsburgok közbelépésére is számíthatott volna. Bár ez a Habsburg közbelépés sohasem bizonyult valóban hatékonynak, de a lehetősége elég volt ahhoz, hogy az erdélyi fejedelem visszarettentse vele a törököket. Ez volt az erdélyi fejedelmek híres „hintapolitikája”.
Erdély így valóban önálló állam volt, szemben a havasalföldi és moldvai vajdasággal. A törököknek ugyancsak hűbéres két román állam a belpolitikájában sem volt önálló, ugyanis a szüntelenül a hatalomért versengő vajdajelöltek kiszolgáltatták országukat a török szultánok kényének, akik mindig a saját – sokszor Isztambulban nevelkedett – kegyeltjeiket ültették trónra.

### Valláspolitika
A 16. században szinte az egész magyarság a református (kálvinista) vallás híve lett, amely a Habsburgokkal való szembenállással is összekapcsolódó „nemzeti ügy” lett. Miközben Nyugat-Európában a kegyetlen vallásháborúk tomboltak, az első erdélyi fejedelem, János Zsigmond, aki időközben unitáriussá lett, az 1568-as tordai országgyűlésen a világon elsőként törvényben rögzítette a lelkiismereti és vallásszabadságot. A reformáció erdélyi támogatása óriási hatást gyakorolt a magyar tudomány és a magyar nyelvű irodalom fejlődésére is.

## Népesség

### A népesség száma és etnikai megoszlása
A 16. században az Erdélyi Fejedelemség becsült lélekszáma 700–900 ezer fő körül lehetett, ennek kétharmada a szűkebben értelmezett Erdélyben élt. Az etnikai megoszlást is csak becslések alapján tudják a történészek rekonstruálni. Ennek alapján a 16. század végén a népesség kb. 50–60%-a magyar (beleértve a székelyeket is), 25–30%-a román, 8–10%-a szász nemzetiségű volt, a fennmaradó részt pedig egyéb etnikumok (szerbek, ruszinok, cigányok, örmények stb.) alkották.